# BLEACH世界觀及設定
本列表為日本漫畫家久保帶人的漫畫《BLEACH》及其衍生作品中的世界觀設定及專有名詞。

## 世界觀
在《BLEACH》的世界，不論何種靈界的靈體、生物、物品皆具備靈魂。登場的角色來自不同的世界，可分作不同的生命體，每種生命體內所含的「靈子」，濃度不同，力量也有所不同。已出現的靈體，如下列：人類、整、虛、滅卻師、死神、破面、咎人、完現術者以及假面軍勢，每位角色可按不同的類別來劃分。
居於現世的活體生物，死後會變化成魂魄；當靈體在靈界死亡時會自行分解成為靈子，化作組成靈界物質的一部分，但若是靈力過於強大的靈魂死去，則無法化成組成靈界物質的一部分，屍魂界的死神則會將主動追求強大而無法回歸靈界組成的已故死神靈魂引導至地獄。唯獨地獄具備著能讓靈體無限復活的特性，而被當成例外。目前在本作裡總共有六個靈界。分別為人類居住的現世、死神和整靈居住的屍魂界、介於現世和屍魂界之間的斷界、虛群生存的虛圈、懲戒生前罪孽深重的靈魂的地獄、以及千年前始建立於屍魂界瀞靈廷陰影裡的看不見的帝國。

## 靈體類別
| 靈體     | 說明 |
| -------- | --- |
| 人類     | 「仍在生的人類」當中，已登場的角色大部分居住於空座町，少數角色定居於鄰近的鳴木市。此地因為靈子濃度極高，居住在此的人大多擁有靈力，曾被藍染惣右介认定為侵略目標，現已恢復原本的平靜。 某些人類擁有高度靈力，可以目擊「整」、「虛」等魂魄，其中部分會協助死神的工作如消滅虛、引導整等。而在這些高靈力的人類當中，亦可分為人類、滅卻師、完現術者等不同的靈能力者。「已死的人類」，會變成整（一般魂魄），必須經過死神的引導（魂葬）才能前往屍魂界，請參照：『流魂街』。若是「已死的人類」變成整後，又沒有獲得死神的即時引導，就會因為受到內在執念的侵蝕變成虛。 主角之中，有四名均屬於人類，按出場順序分別為黑崎一護（非普通人類，含死神、滅卻師和虛的血統，完現術者）、井上織姬（完現術者）、茶渡泰虎（完現術者）、石田雨龍（混血滅卻師）。 |
| 滅卻師   | 德語原文為「Quincy」，分散於世界各地，有著千年悠久歷史的退魔團體。原先只是能夠感覺到靈體存在的人類，但後來為了對抗並消滅虛，決意挺身而出開始進行修業，演變成特別進化的退魔一族，起因是滅卻師對於源自虛之力量的侵蝕毫無抵抗力，只要遭受虛之力量的侵蝕就會導致靈力減弱，最嚴重還會魂魄崩壞而死。滅卻師習慣穿著白色的滅卻師衣裝，還能將靈子凝聚在腳下，以便於在空中飛行。作戰時可利用靈力將墜鍊變成弓或是其他武器，藉由凝聚外在的靈子化成箭矢進行遠程攻擊，而且擅長使用特製的陷阱，將虛完全消滅。但因為這項除靈方式打破了靈魂之間的平衡、和死神維持靈魂平衡的理念相互牴觸，加上死神多次與滅卻師交涉但屢遭回絕，因此滅卻師在經過千餘年前及兩百多年前的慘烈戰爭之後，已經被死神殲滅至所剩無幾。死神與滅卻師之間衝突的歷史曾記載在死神的教科書裡，但後來靈術院將這段歷史從年輕一輩死神的教材中移除了。多數的滅卻師亦因此堅守著「絕不任意介入死神和虛之間的決戰，也不會對死神伸出援手」的默認規則。而在滅卻師的族群裡會出現極少數無法吸收外界靈子卻能將力量分予其他人的特殊案例。 友哈巴赫是滅卻師的始祖，所有滅卻師亦為前者的後裔。滅卻師依據血統的純淨程度，可區分為「純種」和「混血種」的滅卻師，招式、用語、武器與詠唱咒文，多半以德語發音為主。然而正因為過於嚴明的血統分界觀，以至於混血種時常受到來自純種的輕視，甚至是迫害。而在主線劇情開始的6年前，友哈巴赫為恢復己身力量和進行種族清洗，發動「聖擇」吸收混血滅卻師的力量，導致絕大多數的混血滅卻師於該次事件中死亡，僅有黑崎一護和石田雨龍因不明因素倖免於難。 目前在劇中登場的滅卻師有黑崎真咲、石田一家與看不見的帝國的人士。在千年血戰篇透露黑崎一護具備滅卻師的血統。 |
| 完現術者 | 英語原文為「Fullbringer」，為某些具備虛的力量的特殊人類靈能力者。据银城空吾所言，完现术者的親人在他們出生前被虛襲擊，虛的力量因此留在母親身上，並且在他們出生時傳到他們的身上，擁有這種能力的人，就被稱作完現術者，他們的特有能力則被稱為「完現術」（Fullbring）。但实际上，完现术者的本质，是体内含有灵王碎片的人类。完現術者能抽取物質中的靈魂，用自己的靈力加以強化，甚至可藉此達到加強移動效果的功用（例如抽取柏油的靈魂提升自己在路上的跳躍力，抽取水的靈魂以便於在水上行走，亦可抽取空氣的靈魂，在空中短暫滯留或是進行移動）。倘若是自己慣用的物品，還能用自己的靈力將物體的形狀加以改變，是用肉體之身操縱靈魂之力的特殊能力。若是遇到身上同時擁有人類與死神力量的人，就能將這種力量傳給該對象。目前劇中已知的完現術者總共有茶渡泰虎與XCUTION等人。 |
| 魂魄     | 在現世死去的人類靈魂，一旦為了某種原因而依戀現世，不肯前行至安置魂魄的屍魂界，便會成為孤魂野鬼，四處飄蕩。「魂魄」通常不會危及人類，並會與能夠看見他們的人對話，待在現世的魂魄可穿透現世的實體物質，亦能附身於其餘活體動物的身上。普通的魂魄被稱為「整（Plus）」 人的魂魄身上都會有一個鐵鍊，名叫「因果之鎖（Chain of Fate）」，“因果之鎖”是人的靈魂離開了軀體後，連接在靈魂上的鍊子。只要鎖鍊還在，離開身體的靈魂還能接受死神的治療，並且在回到身體裡的同時順利復活；一旦鎖鍊徹底斷裂之後，靈魂即便回到身體也無法再度復活。然而，「魂魄」由於內心深沉的渴望，假如未被及時指引往屍魂界，剩餘的「因果之鎖」會因為受到執念的侵蝕，逐漸揭開靈魂身上的鎖鍊接頭處，進而使該靈魂演變惡靈，亦即「虛（Hollow）」。 當活人的魂魄在離開肉體的情況下受到傷害時，魂魄所受到的疼痛與傷害將會在返回肉體時，呈現在肉體上。一旦離開肉體的整靈，開始感受到飢餓與口渴時，就是即將變成虛的徵兆。 曾出場的「魂魄」，包括留在墓地、尋求過黑崎一護幫助的小女孩，以及死守一座醫院的鬼魂還有井上織姬的哥哥。至於地縛靈則因為和土地同化的緣故，很少被死神的感知器接受，也只有在其他人入侵他們的領域時才會現身。 |
| 虛       | 在現世的整，過了一段時期，內心的欲望便會腐蝕身體，使之幻化成「虛（Hollow）」，亦即惡靈。虛會四處吞噬其他仍在生的人的靈魂，尤其是生前所愛的人。曾出現的虛大多是故事初期被死神和灭却师杀掉的配角，被单独提出来、略微强调的虚包括井上織姬的大哥、殺害小孩柴田勇一的連環殺手、六年前殺害黑崎一護母親的虛等。 一部分亡靈，由於他們對於現世的留戀不舍或其他阻礙因素，不能升天而徘徊在吸引他們的地方。他們中的一部分，在經年累月的哀怨折磨之後，或被週邊因素所加速，最終墮落成虛。虛的特徵是胸前有空洞，代表著他們內心的空虛，以及臉上帶著的虛的面具。普通靈魂一旦胸前缺口被揭開就意味著他們成為了虛，在此之間靈魂會消散並重組成虛，而且變成虛以後，就無法變回整靈。虛為了掩埋失去的心，也為了消去對靈魂的饑渴，而會吃人類的靈魂。虛失去的心，會變成他們身上的面具、外型以及各自的力量，但頭部是他們的弱點，只要被擊穿頭部就會被徹底消滅。 雖然虛是邪惡的靈魂，並且可能殘害了其他的靈魂或人類，死神並不因為其生後墮落而犯下的過錯而懲戒他們，仍然用斬魄刀擊穿虛的頭部使其淨化並升天。 一般在現世所見的虛，仍保有與能夠看見他們的人對話的能力，亦即理智並非全滅。由於多數虛內心深處仍有良知，只要有死神的協助，他們仍可過渡至屍魂界，等待轉世；然而生前犯下重罪的虛，會在死神利用斬魄刀擊敗祂們的同時，被地獄之意拖入地獄之門，成為地獄裡的「咎人」。虛若是沒有獲得死神的協助，被其他靈體殺害，靈魂就會被徹底消滅，無法過渡至屍魂界，身體也會化成靈子，成為組成靈界的一部分。 虛通常躲在現世與屍魂界之間混沌的虛圈之中，在那裡死神無法探查到他們。死神只有在虛來到現世作惡時才能接受到情報從而追擊他們。 实力比一般的虛強的虛叫「特大虛」，特大虛由多個虛聚集而成，體積比虛更為龐大，仍然邪惡但實力非常強大，常常不是一兩個普通死神所能對付的。而虚圈有很多虚力量及體型均遠較流落現世的虛龐大，還有比一般的特大虛更強的虛，通稱「大虛」，大多都聚集在大虚之森。 大虛是由數以百計的虛所組成的龐然大物，體形已經頂天立地，能夠撕裂天空進入現世，一般來說大虛需要上位席官級的死神才能對付。通常大虛的組成（誕生）過程，是透過想要虛魂的虛們聚集，自相殘殺並啃食對方，才會形成一個大虛的個體；但也有像烏爾奇奧拉·西法那種直接在虛圈裡誕生，不需要獵食其他虛群也能生存的例子。據動畫第284集赫麗貝兒在回憶中提到，雌性大虛容易成為雄性大虛的獵食目標。此外生前罪孽深重的大虛（例如No.8薩爾阿波羅）墜入地獄後，身體也會受地獄的力量影響產生變化，虛洞則會移至體外。 大虛又分為三級： - 下級大虛「基力安」：對靈魂的渴望極端強烈的虛，便會尋求其他虛的靈魂。想要虛魂的虛們便會自然地聚集，然後開始自相殘殺，融合成具有強大靈力、體型龐大、智能低落的基力安。基力安是大虛中的最下層，用人類比喻就是雜兵，特徵是數量眾多，但是以下階死神的實力仍不敵基力安，至少要副隊長以上的實力才能抗衡，所以不能小覷。基力安的外型皆為黑色身軀與白色尖鼻狀面具，雖然巨大但行動緩慢，沒有個體意識。是屍魂界一般俗稱的『大虛』，並被寫進死神們的教科書。而十刃NO.9 亞羅尼洛是十刃當中唯一的基力安級大虛。 - 中級大虛「亞丘卡斯」：如果在虛融合為基力安的過程中，有一個體的自我意識和能力遠遠超出其他個體時，便會產生不會失去自我意識的稀有種基力安，那隻稀有種基力安則會藉由吃其他的基力安進化，然後變為亞丘卡斯，亞丘卡斯的體型比基力安小許多，並且數量少，智力很高，可以控制基力安，戰鬥力是前者的數倍，通常是率領著眾多的基力安，但如果亞丘卡斯不繼續吃同是亞丘卡斯的虛，就會退化為沒有自我意識的基力安，且無法再變回亞丘卡斯。按常理來說如果面具遭到任何程度的破壞損傷（轉生破面除外），就會停止成長，只能維持在面具破損前的狀態。而當亞丘卡斯的力量突破瓶頸並上升到新的高度時，説明該亞丘卡斯發生新的進化，就能成功晉級成為瓦史托德級大虛。已知的亞丘卡斯有：No.5（原No.8） 諾伊特拉·吉爾加、變成破面前的十刃NO.6 葛力姆喬·賈卡傑克、No.7 佐馬利·路魯、原No.0退化成No.8 薩爾阿波羅·格蘭茲、No.0 牙密·里亞爾戈。而葛力姆喬手下破面No.11 蕭隆·庫方、破面No.13 艾多拉德·里歐尼斯、破面No.15 伊爾弗特·古蘭茲、破面No.16 迪·羅伊在之前都是亞丘卡斯，但因無法再進化而放棄，退化成基力安。大多數的十刃從屬官，都是亞丘卡斯變成的。 - 最上級大虛「瓦史托德」：最上級的大虛，形態在虛之中屬於極小，體型大小和人類差不多，而且瓦史托德的歸刃狀態與亞丘卡斯相比更接近人形。瓦斯托德是由中級大虛亞丘卡斯進化而成，但亞丘卡斯被同屬的虛啃到身體任何一部份的話，進化就會停止，所以注定成為最上級大虛（瓦斯托德）的數量也非常少，在全部虛之中也只有幾個，瓦史托德的戰鬥力可以在一般隊長級別的死神之上，已知的瓦史托德為十刃中的No.1 柯雅泰·史塔克、No.2 拜勒崗·魯伊森邦、No.3 蒂雅·赫利貝爾、No.4 烏爾奇奧拉·西法、前十刃No.3 妮莉艾露·杜·欧德修凡克（即妮露）、No.6 葛力姆喬·賈卡傑克（破面篇時還不是瓦史托德，千年血戰篇後進化而成，在官方小說《Can’t Fear Your Own World》里，已明確進化成瓦史托德）、原No.0 薩爾阿波羅·格蘭茲、No.102 皮卡羅、不知名的瓦史托德（數百年前入侵屍魂界，被刳屋敷劍八親手斬殺）、席恩·格蘭茲（薩爾阿波羅的複製體，靈壓可無視拜勒崗的詛咒）。千年血戰篇描述，虛白為死神靈魂改造大虛，與黑崎一心交戰後殘留在黑崎真咲體內後入黑崎一護體內，與死神之力融合，成為一護的斬魄刀力量，實力為瓦史托德級別。據日番谷冬獅郎所形容，要是藍染掌控並領導十個瓦史托德的話，屍魂界就會面臨毀滅的危險。 |
| 死神     | 原文「Shinigami」，死神通常在現世及屍魂界中出現。作為靈子濃度極高的生命體，死神擁有超過人類的能力，生命力和自身靈力高低成正比，在战斗中他们使用斩魄刀与鬼道作战，也可以將大氣中鬆散的靈子凝聚在腳下，以便於在空中站立與行動（破面也能藉此原理在空中行動）。一般沒有靈力的普通人無法感覺到他們的存在，但是死神可藉著進入「義骸」在人間行動，讓一般人看得到他們。死神因為體內的靈子濃度相當高，所以也是虛最喜愛的食物。雖然是靈體，但能夠和人類結合生下後代。 死神肩負着保衛人類，引導及淨化「虛」、使之回到屍魂界的職責，維持兩邊世界的平衡，以免世界失穩而滅亡，並且是屍魂界的主宰，但可以穿梭于人类世界与他们所在的世界。然而，进入人类世界的行动受到严格限制和监控。而且死神若在人类世界长时间不必要的驻留，殺害指定任務對象以外的其他人類，或是將力量傳給人類都会被屍魂界定罪（但在第二部劇情裡，則出現護廷十三隊諸位正副隊長與幾名席官不惜違反「不得將力量傳給人類」的禁令，幫助主角黑崎一護恢復死神力量的特殊情況）。也因為在屍魂界除了死神以外，沒有其他以「神」命名的事物，因此死神不具備信仰的心。一旦人類的除靈方式干擾到了靈魂的平衡，死神也會針對此事出面干預，更嚴重的甚至會下達誅殺命令。 死神和滅卻師族群因為除靈方式和理念相差逕庭，故從千年前至今發生多次衝突乃至於戰爭，目前已知規模最大的戰爭總共有三次：第一次是千年前由山本元柳齋重國帶領的死神們討伐友哈巴赫為首的滅卻師，該場戰爭最終以死神方勝出，並促成當時戰敗的滅卻師建立「看不見的帝國」伺機復仇；第二次是兩百多年前死神對滅卻師展開的滅族行動；最近的一次則是友哈巴赫為首的滅卻師為了向死神們復仇，於千年血戰篇正式率軍攻打死神們居住的屍魂界。 |
| 破面     | 西班牙原文為「Arrancar」，虚的死神化。藍染惣右介通過崩玉使虛領悟了死神能力成為破面（僅有No.1史塔克和No.4烏爾奇奧拉是不透過崩玉而自行破面）。特徵是破裂的面具，露出了人類的面孔，並攜帶斬魄刀（由破面力量的“靈核”封印而成）。虛圈中本來由大虛之王拜勒崗（被藍染收編No.2十刃）主導，自從藍染將此地作為實驗的場所及軍營，實驗品的破面便和大虛共存在這一空間。力量高強被藍染選拔成為軍力的破面會被賦予數字，並與死神及人類作戰。 至於沒有力量、沒有數字的破面會被釋放在虛圈，與流魂街裏的人們一樣，各自組成家庭，一同生活，在虛圈的沙漠裏互相追逐嬉戲。這一類破面中，已登場的角色有小女孩妮露、妮露的兩個「哥哥」，佩謝及唐多恰卡、以及三人的寵物：大蛇狀的動物巴哇巴哇。（後來揭露，妮露是前十刃第三刃，她的兩個「哥哥」是她以前的部下。） |
| 假面     | 「假面（Visored ）」是由死神踏入虛領域的人，也就是虛化的死神/死神的虛化；與破面不同之處在於原本是死神，可施展破面的招式（如虛閃）。其中「假面軍勢」在很久以前是屍魂界的隊長及副隊長級人馬，但其後在一次任務中因被藍染作實驗而變成虛。浦原及大鬼道長鐵齋出手相救，但屍魂界的所有人卻相信藍染，便下令定罪浦原及鐵齋，最後由夜一救了他們到現世避難。至於東仙要則是因為經由藍染取得虛的力量，所成為假面後，夠施展破面的刀劍解放。 |
| 咎人     | 原文為「Tagobito」，地獄的住民，不管是虛、破面、整等生物生前一旦犯下重罪，死後就會掉落地獄，被戴上永無法擺脫的「地獄鎖」，稱為咎人。咎人必須永遠在地獄中受罰，詳見劇場版四《地獄篇》。地獄的生活為「求生不能、求死不得」，因此有些咎人（如朱蓮、黑刃等人）想盡辦法逃離地獄，但當咎人設法解除鎖鍊時馬上就會被地獄發現，並以成千上萬條鎖鍊纏身拖入地獄最底層。此外，某些咎人因長期處於地獄這樣惡劣的環境而鍛鍊出過人的身手。在劇場版四《地獄篇》裡面，黑崎一護擁有斬斷地獄之鎖的能力。 |
| 欠魂     | 欠魂原文為「Blank」，目前只在劇場版《無人的回憶》中出現，欠魂是整在現世與屍魂界輪迴投胎的過程中偶然被吸入斷界中的靈魂，當欠魂聚集在一起會形成被稱為「叫谷」的空間，而欠魂生前的記憶聚集在一起會形成「思念珠」。其存在目的是為了做投胎的準備，屬於一種自然現象。由於欠魂會不停的追求自己生前的記憶，因此也會追逐著偶然跑到現世的思念珠。 |
| 魂狩     | 動畫原創種族，英文原文「Bounts」，另譯「巴溫特」，又稱「吸血鬼」。為屍魂界技術開發局前身於進行不死魂魄的研究時，因實驗爆炸碎片飄至現世而產生異變的人類，本質改變，不再是個人類。他們必須吸食人類的靈魂維生，由於大量吸食活人靈魂會導致肉體老化，且會獲得影響空間的力量，因此被禁止改而吸食死人靈魂。魂狩以擁有自我人格的人偶作為武器。 |
| 刀獸     | 動畫版原創設定，原文「Toju」。死神的斬魄刀可藉由實體化形成生物的模樣，死神可透過「刃禪」方式，和實體化的斬魄刀見面，且始解和卍解的實體化不同，始解刀獸武器皆為自己始解的斬魄刀，卍解也是如此。村正擁有能夠將他人的斬魄刀實體化並和主人相殺的能力。當斬魄刀的持有者身故以後，實體化的斬魄刀將會因為失去持有者的控制，變成嗜殺兇殘的「刀獸」。 |
| 人狼     | 整靈延伸的分支種族，當整靈因為生前的罪行而墜至畜生道後仍未能死去，就會以野獸的型態落於屍魂界。人狼仍保有人類的智慧，可和其他對象溝通，但由於其特殊的身世背景，所以泰半的人狼會選擇隱居於人煙罕至的地點過活。若是吞噬同族的心臟，將可延長自己的壽命達到幾近不朽的狀態。目前劇中已知的人狼有護廷十三隊七番隊隊長狛村左陣及其家族。 |

## 地理
| 靈界         | 說明 |
| ------------ | --- |
| 現世         | 即黑崎一護、井上织姬、茶渡泰虎、石田雨龙等主角，即人類所居住的地方。故事中的現世主要圍繞空座町（在代理死神消失篇，則延伸至鄰近的鳴木市）。空座町為現在的重靈地，座落於東京中央遠離市區的郊外，流經此地西方的小野瀨川和支流空須川圍繞的角落，為空座町的中心地帶。空座町附近緊鄰著鳴木市，由於此處的靈子濃度很高，因此由整（人類的靈魂）變成的虛經常在此地覓食人魂，屍魂界還會派遣死神駐紮於空座町和鳴木市進行消滅虛的工作。居住在此的人大多擁有靈力。 |
| 斷界         | 源自佛教用語，處於屍魂界與現世之間，幾重斷絕的空間重疊在一起，被時間激流包圍的空間。時間密度是外界的2000倍，在過去經常被死神當作流放犯人的場所。為了防範外敵入侵，斷界裡時常佈滿著阻擋靈體移動的「拘流」，以及每隔一段時間便會出現在斷界裡的巨蟲清道夫「拘突」。當屍魂界的死神要讓沒有地獄蝶的對象順利地通過此處，會派遣多名下級死神利用特殊的方式阻擋拘流。在劇場版《無人的記憶》的設定裡，偶爾會有在屍魂界與現世之間輪迴轉生的途中不慎落入斷界的魂魄變成「欠魂」，當欠魂聚集在一起會形成被稱為「叫谷」的空間，而欠魂生前的記憶聚集在一起會形成「思念珠」。這裡同時也是黑崎一心指導黑崎一護進行「最後的月牙天衝」的修行場所。 |
| 屍魂界       | 原文為「Soul Society」，死神和魂魄所居住的世界，包括位於中央的貴族和死神所居住的瀞靈廷，以及環繞瀞靈廷的其他魂魄所居住的流魂街兩部分，類似於天堂或極樂世界。 |
| 虛圈         | 西班牙原文為「Hueco Mundo」，原意「空虛的世界」。處於現世與屍魂界之間的地帶。原居民全部為虛，終年處於弦月高掛的黑夜，地面主要為一望無際的沙漠，沙丘中豎立着石英造成的樹幹。大氣中靈子濃度非常高，沙丘中的小動物虛得以靠吸收靈子生存。原為拜勒崗所統治，但其後藍染惣右介用斬魄刀「鏡花水月」強使拜勒崗屈服，藍染繼任虛圈統治者後主導建構出虛夜宮的實體建築。空座町大戰後，藍染敗北被囚禁於地下監獄，原本身為藍染部下的十刃NO.3 蒂雅·赫麗貝兒在戰後的1年5個月期間繼任虛圈統治者。後由於看不見的帝國為了網羅旗下兵力而進攻虛圈、對其他虛群展開屠殺的緣故，導致當時的虛圈成為看不見的帝國進攻屍魂界的根據地。蒂雅·赫麗貝兒於看不見的帝國瓦解後再度復任虛圈統治者。 |
| 地獄         | 一個充滿瘴氣的世界。斬魄刀只能夠洗清變成虛之後的罪孽，生前犯下重大犯罪的整、虛、破面等靈體將被導引至地獄，永世受到地獄的折磨。在地獄就算死了也可不斷復活，但如果在現世被地獄之意所殺會被打入最底層，復活時間也較久。擁有虛體質的人進入地獄較容易激發（如虛化能力的一護）。地獄門在正傳中最早出現於漫畫12話（動畫第5話），劇場版4的故事核心也是圍繞著地獄。在劇場版4的設定裡，地獄總共分為五層，能讓待在地獄裡的靈魂獲得無限復活的能力。由於地獄的瘴氣過於強烈，若並非將罪孽深重的魂魄拖入地獄的情況下被其他靈體擅自打開地獄之門，將會給現世帶來相當嚴重的損害。 地獄主要分成五層，第一層為大部分咎人徘徊處，一個以白色方塊組成的空間。第二層為海世界，海上有多座巨大的蓮花型島嶼，是地獄之意的墳場。第三層是一個到處是強酸池的地方，第三層與第四層的交界為咎人們受盡折磨風化後形成的荒漠。第四層是荒野地帶，且有一座大骷髏熔岩池和惡魔像，在地獄中並非地獄之意殺死的咎人會從此快速復活。最底層是初次來到地獄或被地獄之意殺死的咎人復活的所在之處（但死後的十刃NO.8薩爾阿波羅與NO.9亞羅尼洛是直接到達第三層），一個火山熔岩和雷電的世界，據一護所言還有更深層的地獄。 在獄頤鳴鳴篇補述到，過於強大的靈魂靈子會無法回歸組成靈界的一部分，但由於死神方舉行名為「魂葬禮祭」的儀式，將過於強大而無法回歸靈界的死神靈魂送進地獄，加著長期鎮壓地獄之門的強大靈壓、藍染和友哈巴赫的消失，導致地獄失去制衡的力量。 |
| 看不見的帝國 | 隱藏於屍魂界瀞靈廷建築物陰影裡的大型冰之宮殿，其實係千年前和死神交戰敗北而失去容身之所的滅卻師們，為了養精蓄銳以策劃向死神們復仇，遂於瀞靈廷的陰影裡建立而成、和組織同名的大型靈子空間，所以直至千年血戰篇以前，連任何居住於瀞靈廷內的死神都未曾發現這個特殊空間。此處的居民清一色為滅卻師，最高統治者為優哈巴哈。 |
| 原初世界     | 官方小說「Can't Fear Your Own World」中提及，亦即最初狀態的原始世界。存在的上億萬年期間，眾多事物皆處於曖昧狀態，沒有生死之分，連成為虛也僅是靈子循環的一部分，後來隨著虛開始吞噬人類、初代靈王消滅虛令其變成靈子之沙開啟了循環。初代靈王開始保護世界後，屍魂界五大貴族的祖先們（即死神的祖先們）為了將這個世界進行分離，網彌代家祖先趁著志波家祖先試圖說服初代靈王的時候，將初代靈王封印進水晶裡，陸續透過取走初代靈王的器官削減力量，藉此讓靈王處於死神們的掌握中，而後被分離出來的世界則演變成靈子的世界（屍魂界）、器子的世界（現世）、虛圈，還有游离三界外的地獄。 |

## 靈體共同名詞
| 鎖結和魄睡 | 靈體產生靈力的穴道，同時也是靈體的要害，若是被敵人擊中這兩處穴道，該靈體在半小時內就會死去，就算活下來也會力量盡失。死神被擊中鎖結和魄睡的話，就會失去死神的力量。 |
| 靈壓       | 靈體的靈力，都以此稱呼。每個靈體的靈壓都是獨一無二，不存在著擁有兩個相同靈壓的靈體。靈體的靈壓強弱，也會影響到戰鬥技能的威力、持久度、使用次數和靈壓消耗量，靈壓的移動與搖晃則被稱作「魄動」。靈壓會因為靈力全開、瀕臨危險或是受到激烈情緒的影響大幅高漲，也會因為施展技能、體力衰弱或是遭敵方吸收導致下降。不過靈壓可藉著休養或治療技能（例如織姬的雙天歸盾和死神的治療鬼道）來恢復，在肉身完全復原的狀況下，靈壓恢復過程也會比較順利。死神的治療原理則是先補充靈壓，進而恢復身體創傷。此外，靈體經過的地方與碰觸到的物品，會在短時間內殘留少許的靈壓。某些法術或物品也具備隱藏靈壓的作用。同時靈體的靈壓掌控能力，也會影響靈壓感知能力的程度。 靈體之間戰鬥的時候，有時其中一方會刻意將自身的靈壓隱藏到最低限度，令敵方無法感覺到對手的靈壓，藉此對敵方展開突擊。若是某個靈體散發的靈壓明顯強過周遭的其他靈體，會讓其他靈體受到震懾無法動彈。要是個體之間的靈壓差距過大，靈壓承受力較弱的那一方，甚至會無法承受過於強盛的靈壓而當場喪命。一旦某個靈壓特別強大的靈體，持續將自己的靈壓保持於全開狀態而不作任何收斂，將會因為自身散發的靈壓超過承受極限，導致魂飛魄散。當靈體死亡的同時，靈壓就會逐漸衰退並徹底消失。 |
| 靈壓之芯   | 靈體具備的靈壓核心，亦為維持靈體生命的能源，倘若靈壓之芯離開靈體的身體，該靈體就會當場死亡。 |
| 靈子       | 組成個別靈體與靈界物質的基本單位。在靈界裡死去的多數靈體，身體會分解成靈子，然後成為靈界物質的一部分。死神、虛、假面、破面、滅卻師可將大氣中的靈子凝聚在腳下，藉此在空中移動（完現術者則是藉著完現術吸取大氣中的靈子，藉此在空中短暫滯留）。在劇情後期，井上織姬經過虛圈的修行後，亦練就了將大氣中的靈子凝聚在腳下，藉此在空中移動的本事，成為劇中非屬滅卻師和完現術者卻能在空中移動的人類的特例。 在獄頤鳴鳴篇提及三等以上（相當於隊長級死神實力）的靈子無論如何都無法回歸成靈界的一份子，至於屍魂界的死神們則會為了不讓已故隊長級死神的靈子飄散在屍魂界，會舉行名為「魂葬禮祭」的儀式送走隊長級死神的靈魂，後揭露因為追求強大而失去魂歸處且被執行「魂葬禮祭」的強大靈魂會墜入地獄。 |
| 靈魂       | 每個靈體與物質皆具備的魂魄。在《BLEACH》的世界裡，不論任何靈體、生物、物品，都有靈魂的存在。完現術者可藉由抽取物質內的靈魂，衍生出不同的運用方式。 |
| 虛化       | 浦原喜助在尋找突破死神的強度界線時所找到的答案「死神的虛化」，藉由將這兩個相反的存在分解，再重新組合得以追求更高一層的境界，或是将虚的魂魄灌进另外一个灵魂，藉由破坏魂魄的界线，尝试将目标升华至更高层次的灵魂。但虛化意謂著靈魂將與自身化成的虛融合在一起，兩者將成為無法分離的存在，而死神最終將必須面臨被自身化成的虛所吞噬的命運。随著虚化的恶化，原本的魂魄会变得和虚混同，成为失去理智的怪物。當魂魄间的界线、魂魄外界和外界的界线被破坏时，靈體就會自我消滅，稱為「魂魄自殺」。 然而少數人藉由「內在虛化抗爭」成功戰勝體內的虛之後，才將得以隨心所欲的應用這股「虛化」的力量，而能夠按照自己意識使用這股力量的人則被稱作「假面」，因為當他們使用這股力量時臉上將戴上虛的面具，而散發出的靈壓充滿了不吉的壓迫感。更高等的假面，甚至還能施展破面的歸刃技能。目前到達此境界的只有黑崎一護、東仙要以及假面軍勢的眾成員。其中東仙要以及假面軍勢則是經由藍染以「崩玉」的力量一手創造的，只有黑崎一護是透過自然的「虛化」變化的。 |
| 超越者     | 藍染藉由「崩玉」經過「魂魄組合交換」的數次進化後，對於自己的新力量所定義的境界，意指力量與能力已經「超越」虛與死神的範疇，成為不再是兩者能夠輕易干涉的更上位存在。而當完成「最後的月牙天衝」修練的一護與藍染對戰時，藍染亦承認一護也曾靠著「最後的月牙天衝」到達與自己相同的境界。目前到達此境界的有黑崎一護與藍染惣右介。 |
| 真血       | 於漫畫第188章首度提及，疑似是某種死神的血脈（死神化的一心對Grand Fisher表明與一護之間的父子關係，Grand Fisher才導出此結論），但除此之外的相關細節暫時不詳，目前已知的「真血」只有黑崎一護。 |
| 思念體     | 僅在OVA版「雨中的記憶」提及，為靈體臨終前殘留的意念具體化。 |

## 現世專有名詞
| 重靈地                   | 屍魂界口耳相傳，位於現世中，擁有強盛靈力的地帶。隨著時代變遷，重靈地的坐落位置亦有所變化。重靈地當中的十萬個魂魄，是創作「王鍵」的關鍵之一。目前劇中的重靈地位於空座町。                                                                                     |
| 靈異探險隊               | 唐•觀音寺主持的靈異節目，內容主要係唐•觀音寺帶著節目團隊抵達鬧鬼傳聞的地點拍攝外景，消滅當地徘徊的靈體。最近一次的節目拍攝地點為空座町的松倉廢棄醫院。 |
| 翡翠Hermitage            | 於漫畫單行本第1集草稿頁首度提及，圍繞在受虐狂性格的姊姊和同性戀傾向的弟弟，從摔角手母親手中取得翡翠小盒所引發的恐怖故事，準備被翻拍成連續劇的少女漫畫，作者為初江まり江。露琪亞曾經在漫畫第三章拿這本漫畫學習現代話。                                        |
| 笑點                     | 於【SOULs】公式本提及，每逢週日傍晚就會開始撥映，以表演者相互吐槽炒熱氣氛聞名的綜藝節目。 |
| JUSTICE 頭巾             | 一護在浦原商店進行喚醒死神能力特訓時，佩戴在頭上的頭巾。 |
| JUMBO巨乳大王            | 在漫畫單行本草稿和【SOULs】公式本提及，小學生委託接管一護身體的魂幫他們踢足球時，贈與魂的漫畫。據作者在公式本的說明，是兒少不宜的漫畫。 |
| 圓樂                     | 【SOULs】公式本提及，是織姬持有的小熊布偶，名字取自搞笑節目「笑點」的主持人。 |
| 魔法少女美佳龍           | 【SOULs】公式本提及，主要觀眾是針對年幼少女，但在成人方面也有影迷的魔法少女動漫作品。露琪亞在單行本第4集引渡某個整靈時打碎的玩偶，就是這部作品的衍生商品。                                                                                                   |
| 日世里跑步機             | 假面軍勢擺放在基地裡的特製跑步機。外觀看起來與現世的跑步機相差無幾，但在使用者踏上跑步機的同時，將會大量的消耗使用者的靈壓。要學會虛化的人，必須至少能在跑步機上持續奔跑三天，而假面軍勢也會依照使用者能在跑步機上奔跑的時間多寡，決定使用者的虛化訓練等級。 |
| 護身符（未有特殊名稱）   | 黑崎一心特地為一護的義魂丸「魂」製作的護身符。外觀看起來像是普通的護身符，實際上卻蘊含強大的靈力，可以在瞬間釋放相當威力的靈能，將一頭仿破面直接震開。 |
| 變身手錶（動畫原創）     | 僅於動畫原創魂葬刑事篇登場，浦原喜助為魂製做，錶面顯示「K」字的特殊手錶，當魂按下手錶按鈕的時候，就會變身成卡薩克萊薩。此外，該錶也能透過家庭式充電器補充電力。                                                                                              |
| 特製護甲（未有特殊名稱） | 浦原喜助於空座町戰爭爆發前，為了確保四楓院夜一能在作戰期間抵禦破面的鋼皮，特別製作能套在四肢前端的堅固護甲。若是使用者在裝備該套護甲的狀態下施展肉搏技，將會增強招式的威力。但進入「崩玉魂魄組合交換」的藍染卻能輕易地破壞這套護甲。                         |
| 戰鬥服（未有特殊名稱）   | 浦原喜助於空座町戰爭爆發前，特地為四楓院夜一製作的黑色露背緊身戰鬥服。 |
| 鐵拳                     | 現世的其中一款電玩遊戲。一護曾向龍貴借玩該款遊戲，並於代理死神消失篇歸還給對方。 |
| 抗靈障液無痠痛α          | 浦原喜助於代理死神消失篇交給夏梨的發明之一。被幽靈附身時，用來塗抹在痠痛的肩膀或腰部的特製痠痛藥劑。此種痠痛藥劑還有添加了維他命C的θ版。 |
| 防靈噴霧斥靈X            | 浦原喜助於代理死神消失篇交給夏梨的發明之一。被幽靈盯上時，用來保護使用者的噴霧劑。 |
| 電磁補縛丸小球Z          | 浦原喜助於代理死神消失篇交給夏梨的發明之一。被虛攻擊時，用來暫時避難，爭取逃跑時間的人臉小球。 |

## 虛與破面專有名詞
| 因果之鏈                          | 正常人的靈體胸口處有個鎖鏈扣，從鎖鏈扣上延伸與身體連結的鎖鏈便稱作因果之鏈。沒有靈力的普通人除了靈體出竅或是自身死亡以外無法看見自己的因果之鏈。若是因果之鏈被砍斷太久而不留痕跡，該靈體就無法回到自己的身體裡復生。若是死後靈體受到某些因素影響無法渡化，因果之鏈會受到心靈的空虛與執念侵蝕而演化成虛。在黑崎一護被朽木白哉擊敗後為了喚醒自身的死神力量而在修行過程曾斬斷自己的因果之鏈。 |
| 黑腔 （Garganta）                 | 通往虛圈和各界之間的特殊通道，位於現世、斷界與屍魂界的周圍，填補各界及叫谷以外的其餘空間。由於裡面有靈子亂流，因此移動者必須在通過黑腔時利用靈子鋪成道路；若不慎在黑腔裡踩空就會墜落到未知的空間中。 |
| 解空 （Descorrer）                | 能穩定開啟及關閉黑腔的能力，在走進或離開黑腔後開口就會自行關閉。No.4 烏爾奇奧拉、No.6 葛力姆喬、東仙要、魯畢和藍染等人使用過此招。浦原喜助和護廷十三隊第十二番隊長涅繭利透過研究也習得開啟黑腔的方式。 |
| 空痕                              | 是大虛撕裂天空所遺留的裂痕，空痕會隨時間自行收斂，死神可透過特殊的方法修補空痕。 |
| 反膜                              | 是大虛拯救同伴時所用的光束，光的內外是相互隔絕世界，目標一旦被光束包圍，就相當於處在另一個空間裡，任何人都無法再傷害到他，而處於其內部的人也無法對外界做出任何干涉。 |
| 手環（無正式名稱）                | 外觀是枚附著細鍊的銀色手環，能夠產生一道特殊的靈膜，讓佩戴者隱藏聲音與形體，還有穿越物質的能力，雖然只有破面才能查覺佩戴者的行蹤（但在動畫版的設定裡，週遭人還是能觸碰到佩戴者的身軀），不過無法阻隔佩戴者活動期間觸碰事物的靈壓殘留現象。破面篇中，烏爾奇奧拉曾將這種手環交給織姬，讓她在12小時內將一切處理妥當，使織姬能潛入一護的家裡、向一護告別。 |
| 錄靈蟲                            | 用來寄附在破面身上，以便於蒐集對手情報的特殊生物。 |
| 斬魄刀（核）                      | 類似斬魂刀的東西，但本質上與死神的斬魄刀完全不同，是破面將自己作為虛時的能力封印成刀。 |
| 歸刃（Resurrección）              | 破面斬魂刀解放的名稱，解放後破面將會變回原來的姿態，只有將自己能力刀劍化的情形下，破面才能解除歸刃狀態並變回普通的模樣。一旦破面沒有將能力刀劍化就擅自改變型態，將會使自己的斬魄刀再也無法復原。有些破面在歸刃時能讓傷勢一併痊癒，例如No.5 諾伊特拉和No.0 牙密。高級破面不需拔出整柄斬魄刀，只要露出刀刃就能歸刃。但是歸刃狀態維持時間，仰賴破面本身的靈壓狀況而定。只有No.4 烏爾奇奧拉擁有二階段歸刃的能力。領悟了虛化能力的東仙要也能施展歸刃。千年血戰篇葛力姆喬可將自己的雙手雙腳幻化成歸刃時的形態，加強自身的行動速度。 |
| 反膜之匪（Caja Negación）         | 藍染給十刃用來處罰部下的道具，足以將靈壓較小者的靈體永久性地關在異次元中。關閉的時間會依被關閉者的靈壓而定，若是用在十刃身上時就會不持久。No.6 葛力姆喬曾對No.4 烏爾奇奧拉使用過此道具，使對方被困在異空間約兩三個小時。 |
| 探查迴路（Pesquisa）              | 破面測試對手靈壓的能力，被偵測到的對象會呈現青色火焰狀的靈壓波動。No.6 葛力姆喬與從屬官襲擊現世時使用過此能力察覺一護等人的存在。 |
| 魂吸（Gonzui）                    | 破面吃魂魄的一種方法，以吸入的方式來吞食四周的魂魄，靈力弱的普通人很容易就被吸走魂魄。No.10 牙密使用過此招。 |
| 鋼皮（Hierro）                    | 虛破面化後產生的外皮，硬度非常高，下級死神的斬魄刀無法砍破。No.5 諾伊特拉的鋼皮是十刃中最堅硬的。 |
| 響轉（Sonído）                    | 高速移動技，和死神的瞬步或是滅卻師的飛簾腳相似。No.7 佐馬利的響轉是十刃中最迅速的。完全虛化的一護也能施展響轉。 |
| 超速再生（Speeding regeneration） | 虛的恢復能力，除了腦和內臟器官外，其餘身體構造都能瞬間再生；一旦內臟被破壞，超速再生就會失效，肉體也會崩壞成灰。為了得到強大力量成為破面後通常會失去大半超速再生的能力，當中只有No.4 烏爾奇奧拉和汪達懷斯保有超速再生。完全虛化的一護和虛化東仙也能施展超速再生。融合了崩玉後的藍染擁有更頑強的超速再生。 |
| 虛閃 （Cero）                     | 將靈壓集中並發射出去。普通的大虛都是從口釋放，破面通常從手發射，也有從眼睛發射的，不同大虛的虛閃顏色也不同。No.1 史塔克不需要集氣就能從胸口直接發射虛閃，同時也是解放後能夠瞬間使出最多發虛閃的十刃。領悟了虛化能力的死神（如黑崎一護與平子真子等人）也能在虛化狀態下施展虛閃，終章千年血戰篇，黑崎一護在得到自己真正的斬魄刀後，可以控制自己體內虛的力量，並將虛閃融入月牙天衝之中。已知的虛閃特殊顏色有：史塔克（深藍色，在歸刃狀態可以連續發射大量虛閃）、赫麗貝爾（金黃色）、妮莉艾露（粉紅色）、烏爾奇奧拉（墨綠色，二段歸刃後使用的是黑虛閃）、諾伊特拉（米黃色）、完全虛化的黑崎一護＆虛化的平子真子、猿柿日世里＆葛力姆喬（紅色）、虛化的久南白（黃綠色）、薩爾阿波羅（粉紫色）、汪達懷斯（淡紫色）、莉莉妮特＆虛化後歸刃的東仙要（綠色） |
| 王虛的閃光 （Gran Ray Cero）      | 最強的虛閃，以自己的血液為媒介混入靈壓釋放的大型虛閃，此招只有十刃才被准許使用。No.6 葛力姆喬（藍色）和No.8 薩爾阿波羅（粉紅色）使用過此招。混血型態的一護也能施展王虛的閃光。 |
| 黑虛閃（Cero Oscuras）            | 僅限在十刃解放下使用的巨大黑色虛閃。No.4 烏爾奇奧拉使用過此招。威力強於王虛的閃光。完全虛化的黑崎一護從假面的兩角間發出紅色虛閃，威力可打消烏爾奇奧拉的黑虛閃。 |
| 虛彈 （Bala）                     | 將自己的靈壓凝固後向敵人擊出。虛閃（王虛的閃光、黑虛閃）攻擊速度慢（史塔克除外，發射虛閃時幾乎沒有任何準備動作，速度、威力都勝過其他十刃破面）但威力驚人，雖然虛彈威力比虛閃弱，但攻擊速度卻是虛閃的20倍。顏色與自身的虛閃相同。牙密（140話）、葛力姆喬（平子真子發虛閃時用於抵消傷害）、烏爾奇奧拉（在斷界中秒殺兩位護送井上織姬的死神）、虛化的村正（動畫原創）、拜勒崗的從屬官芬朵爾（空座町大戰時跟修兵對打）和汪達懷斯使用過。 |

## 死神專有名詞
| 斬魄刀                     | 死神的基本武器，具備引渡整靈與淨化虛的性能。其形狀和能力是死神以自身的靈魂為原型鑄成的。死神通過知曉賦予自己的斬魄刀的名字，通過與之進行心靈的對話而得到力量。一般從真央靈術院畢業的下階死神，從院生時期暫時出借、於入隊時正式授予的無名斬魄刀稱為「淺打」，所有死神都和「淺打」寢食與共，藉著累積磨練將自己靈魂的精髓寫入「淺打」，進而創造出屬於自己的斬魄刀。解放分為始解與卍解兩個階段，不論斬魄刀的屬性為何，始解和卍解之間必有相互關聯的特性。一般死神要領悟並掌握卍解，通常需要十年到二十年的時間（但是黑崎一護和浦原喜助因為利用轉神體進行修練，僅耗時三天便順利完成卍解；雀部長次郎則費時一個月便習得卍解）。基本上上位席官都是已掌握始解的，而隊長則都已掌握卍解（最後掌握者是更木劍八）。死神為了與斬魄刀對話，會盤腿坐禪，將斬魄刀放在自己的膝上，並且將自己的心思完全集中於刀身上，用以呼喚斬魄刀實體並與其交流，稱做「刃禪」。 斬魄刀的持有者若是只將斬魄刀當成戰鬥工具，卻從來不和斬魄刀對話，斬魄刀將會因此拒絕和持有者進行交流。也因為死神的靈壓大小，會影響斬魄刀的體積變化，所以隊長級的死神必須學會控制斬魄刀的體積變化，否則將會因為斬魄刀的體積過於巨大而不利於戰鬥。在千年血戰篇，則透露現任零番隊成員二枚屋王悅正是親手創造斬魄刀的發明者，幾乎所有的淺打都是取用眾多死神的魂魄鍛造而成的成果。到結束連載時，僅確認一番隊副隊長伊勢七緒持有的刀「八鏡劍」並非由二枚屋王悅所打造，而是家傳聖蹟寶物；黑崎一護原先使用的「斬月」也不是二枚屋王悅所打造的，其來源似乎是其父黑崎一心的隊長級死神之力(加上志波家族代代相傳的高等靈能力)和其母黑崎真咲的高等滅卻師的能力共同形成(石田雨龍的神聖滅卻弓矢亦是如此)。 此外破面使用斬魄刀和死神的並不同，「核」為類似斬魂刀的東西，但是本質上與死神的斬魄刀完全不同，是破面將自己還是虛的時候的能力，將其封印成刀狀後便成為破面的斬魂刀。 目前斬魄刀有直接攻擊系、炎熱系、冰雪系、流水系、催眠系、雷電系等各種屬性。每一把斬魄刀都是獨一無二，但偶爾有不同的斬魄刀卻能施展同一種招式的情形（例如黑崎一護和其父親黑崎一心的斬魄刀斬月與剡月）。劇場版「鑽石冰塵的背叛」當中，還曾經出現兩把相同斬魄刀的例外狀況，但是讓兩把相同的斬魄刀並存於屍魂界，是不被屍魂界高層認可的事，而且持有其中一把相同斬魄刀的死神，將會因此被中央四十六室判處死刑。依照斬魄刀的屬性不同，在某些戰鬥場合會出現屬性相似或相剋影響戰局的情況，戰場週圍的環境條件，也會連帶地影響斬魄刀發揮的程度（例如冰雪系斬魄刀能夠剋制砂屬性的敵人，和火屬性的敵人相剋，在水氣豐厚的場地作戰會格外有利，但在極端乾燥炎熱的地區無法發揮作用）。 |
| 斬術                       | 死神最基本的技法，使用未解放的斬魄刀來攻擊敵人。 |
| 瞬步                       | 死神用以敵人無法看到的速度進行移動的高級步法。 分為「序立」、「拔腳」與「瞬步」三個階段。零番隊的麒麟寺天示郎尤其精於「拔腳」而有迅雷之名，快到碎蜂甚至無法判斷這是瞬步。 前任隱秘機動隊指揮官夜一也因為對這項技能的掌握已經登峰造極，能夠在瞬間進行多次瞬步移動，故有著「瞬神」的稱號。 - 閃花：一種加上了旋轉的特殊性瞬步，迅速的轉到對手的身後從而刺穿及破壞對方的鎖結與魄睡。 - 空蟬：「隱密步法」「四楓」之三。令敵人誤以為擊中了本體，其實只留下羽織。四楓院夜一自創的瞬步步法。被朽木白哉習得後，不願意下施展。 |
| 白打                       | 體術，空手格鬥術。 |
| 鬼道                       | 鬼道是《BLEACH》中只有死神才會使用的高級咒術，用以治療，輔助攻擊或牽制對手等。攻擊型的鬼道稱之為「破道」，級數越高其使用難度和威力也越高。防禦、捕捉、追蹤用的鬼道則稱為「縛道」。治療用的鬼道則被稱作「回道」。 為了施展鬼道，死神必須念出鬼道的名字和召喚的咒語，此步骤称为“詠唱”。在使用者灵力足够强的情况下可捨棄詠唱，即是不用經過言靈程序就能使出鬼道，在戰鬥時機上有更好的發揮，但會因應個人鬼道素質和鬼道的難度減弱一定的威力。換言之詠唱就是專門施在以捨棄詠唱方式的鬼道上，加強捨棄詠唱後的鬼道威力。治療用的鬼道（回道）和某些特殊鬼道不需要詠唱就能直接使用。 另外也有非死神的靈體透過自修習得死神才會的鬼道，甚至是研發自己特有的鬼道（例如志波空鶴和志波岩鷲）。 |
| 斬拳走鬼                   | 死神必修且常用的四樣戰鬥技巧簡稱，分別為斬術（斬魄刀的技能）、白打（徒手肉搏技）、瞬步、鬼道。 |
| 死霸裝                     | 死神特有的衣裝。以黑色和服做服裝主體。只有隊長級的死神，才能穿著繡有隊號的白色羽織外套。若是副隊長級的死神，則會在身上配戴印有隊花圖徽的副官章。通常死霸裝的下身衣裝皆為袴 (和服)，但是也有少數例外。要重製死霸裝的死神，必須抵達修多羅千手丸在靈王宮裡負責管轄的零番離殿，遵守千手丸的要求褪去所有衣物供其測量服裝尺寸，才能取得全新的死霸裝。 二番隊由於習有白打與鬼道結合的技能「瞬閧」，此招會讓發動招式的本人上半身服裝背部爆開，故二番隊的死霸裝，經常採用露背無袖的設計。至於一護的卍解則是會讓死霸裝隨之變化，而且在卍解狀態下，受損的死霸裝會自動修復，但速度會隨著穿著者本身的靈壓狀況有所不同。 |
| 靈絡                       | 將靈氣視覺化來進行偵察的方法。受觀察的對象，靈氣會身邊具現化為多條飄動的布絹，人類與滅卻師的靈絡是白色的，死神的靈絡是紅色的。 |
| 義骸                       | 失去力量的死神緊急時所利用的肉體。供需要長期留於現世的死神使用，穿上義骸後的死神可以讓一般人看見他們。一般的義骸可以吸收大氣裡的靈子使死神的靈力逐漸恢復，但浦原特製給露琪亞的義骸卻會逐漸削弱使用者的靈力，最後將使用者由死神變成凡人。為了確保死神的靈體與義骸協調，會需要特定的接著劑來固定靈魂與義骸，可是靈魂和義骸太過同調的話，會讓死神在離開義骸的同時感到相當痛苦。後來浦原喜助甚至發明了可快速充氣使用的義骸。此外，死神如果沒有在現世穿戴義骸，甚至無法食用現世的食物和飲料。 至於浦原喜助給一心使用的義骸，則是用人類魂魄所製成，能將進駐的死神魂魄包覆為完全的人類，成為介於死神和人類間的存在，但是在使用義骸的期間將會無法使用死神之力，也無法看見虛。 |
| 內魂固定劑                 | 用來確保死神的靈體與義骸協調的道具，但是不能過度使用，否則會對身體造成損傷。 |
| 悟魂手甲                   | 將靈魂強制抽離肉體的道具。已知的形態有露琪亞的手套及浦原喜助的拐杖（紅姫的刀鞘）。此外，用代理死神證拍向自己也有同樣效果。 |
| 代理死神                   | 不屬於屍魂界與護廷十三隊，卻因為某些緣故擁有死神力量，並以死神姿態幫助死神執行引渡整靈和消滅虛工作的人類（黑崎一心表示自己的兒子黑崎一護並非普通人類，含死神、滅卻師和虛的血統），就被稱作代理死神。屍魂界之所以會有關於代理死神的規定，都是先前為了初代代理死神銀城空吾所設定的規範。雖然代理死神能和完現術者（Fullbringer）互相收綬彼此的力量，但由於完現術本身就是虛的力量，因此當代理死神將完現術與死神力量融合運用時，身上也會出現虛的特徵。一旦成為代理死神，外觀年齡的變化速度也會跟著減緩。目前劇中已知的代理死神有黑崎一護，以及初代的代理死神銀城空吾。 |
| 代理死神戰鬥許可證         | 當某位非屍魂界所屬的代理死神被認為對屍魂界有所幫助時就會被屍魂界頒與一個印有黑色骷髏頭與交叉圖樣的板子。事實上代理死神不論對屍魂界有所幫助與否都會被頒發代理死神許可證，作為和屍魂界通訊與吸收、分析、控制代理死神靈壓的工具，以便於追蹤與監控代理死神的行動。代理證本身擁有視覺屏蔽的性能，在附近有虛的時候會自動發出警報。除了死神以外，只有具備靈力的對象才能看見代理證。當代理死神將代理證拍向自己的肉體時，靈魂就會脫離肉體變成代理死神進行戰鬥；戰鬥結束觸摸代理證解除代理死神時，代裡證會自動記憶持有者的戰鬥記憶。若持有者失去死神力量的狀況下，代理證的機能也會隨之停止。不過在一些特定情況下，代理證的持有人會從代理證裡聽到死神的對話語音。 黑崎一護在空座町大戰失去死神力量後，接受XCUTION的完現術訓練才發現代理證的記憶功能，並藉此領悟完現術。目前已知持有代理死神證的人有黑崎一護與銀城空吾。 |
| 義魂                       | 曳舟桐生於還在十二番隊的時期，親自研發出來的物體和概念，可將「暫時魂魄」安置於該對象的體內，後來這項概念亦成為義魂丸的開發雛形。義魂的最高精隨，便是將與自己無關的靈壓置於體內，藉此提升自我力量的階層。桐生在靈王宮招待一護和戀次的時候，也是運用這項原理，製作出蘊含靈魂精隨的料理，幫助前兩者提升靈力階層。 |
| 義魂丸（SOUL*CANDY）       | 強制讓靈魂脫離肉體的藥丸，原本是用在那些已經死亡卻不願離開肉體的靈魂身上，但後來被死神用於脫離義骸的用途上。原名義魂丸，因女性死神協會抱怨該名不可愛而在三年前更名為SOUL*CANDY。露琪亞所使用的SOUL*CANDY品牌是「恰比」，同時也是比較受到女性死神歡迎的種類。一些作用類似於悟魂手甲的道具（如露琪亞的手套和浦原喜助的刀鞘末梢），也能讓吞下義魂丸的肉體，強制將義魂丸吐出來。另外義魂丸被放在布偶裡的時候也能產生作用。而在動畫版原創篇章「護廷十三隊侵軍篇」裡，義魂丸甚至還有解毒的功效。 |
| 改造魂魄                   | 包裹在義魂丸（SOUL*CANDY）裡面的特殊魂魄。由人魂特別改造，強化該魂魄身體的某個部位，專門在死神脫離身體的時候接管軀殼，免於受到外界傷害。每一種改造魂魄的身軀強化部位與性格都各不相同。但在多年以前的屍魂界，曾經企圖要將大多數的改造魂魄徹底銷毀。 |
| 傳令神機                   | 死神來到現世時必備的通訊機器，外觀與性能類似現世的手機，主要用於和屍魂界技術開發局或是其他傳令神機持有者進行遠距離通訊，也能偵查到虛的動靜，以方便死神尋覓並淨化虛。此物件也有錄音與更改鈴聲的功能。但若是位於通訊彼端的對象，因為某些因素導致自己的靈壓受到干擾或屏蔽，傳令神機將會無法接收另一端的訊號。零番隊成員 二枚屋王悅持有的傳令神機，則是類似現世的智慧型手機具備著照相的功能。獄頤鳴鳴篇中，眾死神的傳令神機經過改良，也變成類似智慧型手機附加拍照和視訊通話的作用，也可以搭載現世通訊軟體和處在現世的對象聯絡。 |
| 記換神機                   | 死神隨身攜帶的輕便器具。可用來消除對方某段時間內的記憶，便以其他記憶替代，以免當事人回憶起這段時間發生的事而引起騷動。且分普通版與豪華版，差別在於豪華版可以自由選擇替換的記憶。 |
| 魂葬                       | 死神引渡一般整靈到屍魂界的方法。進行魂葬時，死神會用斬魄刀的刀柄末梢，輕按整靈的額頭，使他們的額頭出現一枚寫著「死主」的漢字印記，並且會給予他們抵達流魂街後的整理券。之後被魂葬的整靈就會變成一隻黑蝴蝶飛到屍魂界。此外，死神執行魂葬的時候，必須謹慎拿捏自己的力道，否則該名整靈將會在魂葬的瞬間，感受到異常的疼痛。 |
| 淨化                       | 死神引渡虛到屍魂界的方法。執行淨化程序時，死神必須使用斬魄刀斬過虛的身體，才能將虛引渡至屍魂界。由於大多數的虛群都是由人類的整靈演變而來，因此死神通常習慣從虛的後方，利用斬魄刀貫穿虛的頭部，以免見到虛面具底下的人類面貌。但若是生前罪孽深重的虛被斬魄刀貫穿身體，不但無法渡化至屍魂界，而且還會被地獄之意拖入地獄之中。在劇情中，亦曾出現虛為了不再傷害自己生前重視的對象，借用死神的斬魄刀淨化自己的例外情況（例如井上織姬的兄長井上昊）。 |
| 靈打訊息                   | 死神們透過通訊系統（例如傳令神機）向屍魂界傳達的訊息，皆以此稱呼。 |
| 藥錠（未有特殊名稱）       | 浦原喜助配製的藥錠，每隔一小時服用一顆，就能讓傷勢迅速痊癒。一護被白哉重傷喪失死神力量後，正是透過此藥，才能讓身體迅速復原。 |
| 斗篷（未有特殊名稱）       | 能夠完全隱藏使用者靈壓的黑色連帽斗篷，浦原喜助曾經在101年前與握菱鐵裁前往現場救援平子等人時，穿著這件斗篷行動。喜助被驅逐出屍魂界後，藍染運用特殊技術改良斗篷的功能，讓使用者可藉著灌入些許鬼道的力量，達到完全隱藏使用者靈壓與身形的作用。 |
| 靈壓封印                   | 能將特殊鬼道設置在內的手環狀封印。若將封印套在對方的四肢前端上，該對象將會因為自身靈力受到阻塞，無法在體內流暢循環，進而引發自我燃燒。 |
| 投影式電腦（未有特殊名稱） | 浦原喜助跟隨一護等人抵達虛圈展開救援行動時，隨身攜帶的通信與分析設施。外觀為附有支架的輕型屏幕，將其架設在固體物質上方的時候，會自動顯現放大的投影屏幕和影像鍵盤，可透過此設施和屍魂界通聯，亦可用於分析指定對象的能力資料。 |
| 疫苗（未有特殊名稱）       | 浦原喜助結合滅卻師的光箭和人類的靈魂製成的特殊疫苗，可用於阻止死神的魂魄受到虛化侵蝕的影響而自我消滅。假面軍勢等人透過接種該疫苗才能免於虛化的持續侵蝕。 |
| 皮羅                       | 浦原喜助帶領茶渡泰虎和井上織姬於虛圈展開調查行動的期間交給織姬的人造生物。外形猶如深色水滴，擁有輕便的雙翼，裝有攝影器，說話時習慣在語尾加上「皮羅」兩字。喜助顧及織姬抵達涅各爾遺跡前隨時會遭遇危險的情況而將其交予織姬，以便於在她遭遇危險時能及時到場。但似乎因喜助忙於解析，織姬收下它後遭遇危險時並未能等到喜助到場解圍，反而是她自行設法帶著皮羅逃離敵人的追殺。 |
| 侵影藥                     | 浦原喜助為了對付看不見的帝國滅卻師奪取死神卍解而研發的特製藥劑。外觀是黑色的藥錠，內部包含著少量的虛的力量，只會對已領悟卍解的死神才會有反應，僅需將身體任一部位或是斬魄刀接觸藥錠，藥錠中虛的力量就會從接觸部位浸潤至該名死神的魂魄裡，被奪走的卍解也會回歸至該名死神的斬魄刀裡，若滅卻師正在使用該名死神卍解甚至會受到損傷。由於藥錠裡有虛的力量，因此使用侵影藥的死神施展卍解時會短暫地出現虛的假面。 |
| 靈威                       | 曾經是屍魂界舊貴族之間鑑別衡量附於靈子的靈壓濃度標準，現用於判定死神的靈壓濃度。普通隊士的靈等為二十等左右，副隊長為四至五等，隊長級為三等以上。 |
| 魂葬禮祭                   | 獄頤鳴鳴篇提及的特殊儀式，死神們顧及三等以上的死神靈體死亡後，無法回歸靈界成為組成靈界物質的一份子，所以會在實力強大的死神過身的12年後，藉著此儀式將強者的靈魂送至地獄。執行儀式時會派遣護廷十三隊的副隊長們抵達現世捕捉作為祭品的虛，稱做「序儀 面靈縛」，隊長們則會在留在屍魂界，將作為祭品的虛帶往已故死神的墳前獻祭。獄頤鳴鳴篇中，由於一護在攜帶著代理死神證的狀態與副隊長們趁著地獄之門現身期間，斬殺了來自地獄的惡靈，使得浮竹的魂葬禮祭提前完成。 |

## 穿界專有名詞
| 通廷證     | 瀞靈門的通行證。 |
| 地獄蝶     | 只有正式死神能控制的重要蝴蝶，一隻地獄蝶能使跟隨牠的一名死神通行屍魂界和現世之間的正規通道，同時牠還具有傳達資訊的功能，是各隊之間聯繫的橋梁。 |
| 穿界門     | 通往屍魂界和各界之間的通道大門。通行屍魂界和現世之間時，自身未持有地獄蝶的通行者會自動被送往斷界。浦原喜助設置的穿界門上方有加裝靈子轉換機，再用結合符覆蓋加以固定，打開後有四分鐘的時間通往屍魂界的西流魂街，還能縮減經過斷界抵達屍魂界的時間差。而死神亦會用斬魄刀開啟穿界門，此舉又稱「解錠」，通常死神在現世的穿界門多半呈現日式紙拉門的模樣；若是在虛圈打開穿界門會變成內部混沌的矩形入口。看不見的帝國的基路傑·歐丕可藉由特殊的招式強制封閉穿界門出入口，甚至是設下靈子陷阱困住穿界門內的對象。 |
| 靈子轉換機 | 將現世的所有物質“器子”轉換成魂魄的主要構成物質“靈子”的裝置。將靈子轉換機與穿界門結合運用，可讓一般人不需靈體出竅就能直接用靈魂狀態穿梭其他靈界。 |

### 斷界專有名詞
| 拘流 | 為防止虛等外敵入侵而充滿在斷界中，是可以阻止魂魄移動的氣流。若要阻擋拘流需要數十名下級死神利用特殊方法將靈壓灌進去固定拘流，稱為「界境固定」；但一心可以在斷界中獨自利用「界境固定」壓制拘流長達三個月（相當外界一小時）。 |
| 拘突 | 斷界內每七天出現一次的巨型清道夫，為《BLEACH》世界裡唯一不需依賴靈壓生存的生物。若被牠追上就會被彈到離進入斷界的時間軸距離相當遙遠的時間，一般情況下會被彈到以百年為單位的急湊時間激流中，導致身體無法負荷至死，但以浦原喜助的技術可將被拘突追趕導致的時間差大幅降低為幾天以內。破面篇時完成崩玉蛻變的藍染單憑靈壓就毀掉拘突。 |

## 屍魂界專有名詞
| 整理券                         | 死神為整靈進行魂葬前，交給整靈的分配券。抵達屍魂界後的整靈會依據死亡時間先後順序，以及整理卷上面登錄的地址，被分配到流魂街裡的不同區域。 |
| 尖兵計畫                       | 在故事開始以前，屍魂界曾經利用改造魂魄注入因死亡而失去靈魂的人體，用來將該對象當成對付虛的尖兵。不過因為利用屍體戰鬥的計畫過於殘忍，以至於該項計畫還沒成型前就已經遭到廢除，大多數的改造魂魄也因此遭到銷毀。但是一護持有的改造魂魄「魂」卻因為當時滾入藥丸堆而逃過一劫。 |
| 殛囚                           | 屍魂界對死刑犯的稱呼。通常被押送的殛囚到正式處刑以前，都還有一個月的緩刑期，但這中間會因為高層的決議命令而更動處刑日期。 |
| 螢蔓                           | 生長在屍魂界的一種會發光的植物，志波空鶴在自家走廊頂端種了幾株螢蔓，以便於照明。 |
| 殺氣石                         | 產於屍魂界，是一種能從切斷面產生分解靈力的波動，完全阻斷靈子、靈壓的稀有礦石。分隔瀞靈廷與流魂街的瀞靈壁就是由殺氣石砌成的。 |
| 瀞靈壁                         | 保護靈王宮及瀞靈廷的牆壁，完全由殺氣石做成，能從切斷面產生分解靈力的波動，既而從空中到地底，形成一個球體狀的防護罩（遮魂膜）來防止靈體入侵。 |
| 遮魂膜                         | 瀞靈壁所釋放的防護罩，任何穿越遮魂膜的靈體都會在接觸到遮魂膜的時候化為塵土，但志波空鶴開發的特殊硬化靈子牆產生裝置（靈珠核）能夠克服這項問題。一旦質量過於巨大且遠超出遮魂膜承擔範圍的物體能直接穿透遮魂膜，對瀞靈廷範圍裡的所有人事物造成傷害。 |
| 靈珠核                         | 由志波空鶴開發的特殊硬化靈子牆產生裝置，只要將靈力貫注到球體上，就能暫時形成一個硬質防護罩。防護罩的形狀和穩定度，視使用者的靈壓掌控力與靈力，以及使用者的部分性格而定。但使用者精神若不集中的話，就會發生爆炸，製造出來的防護罩也會因此消失。一護等人闖入屍魂界拯救露琪亞的時候，曾利用一行人的靈力注入靈珠核，搭配志波空鶴住處的花鶴大砲，才能穿過遮魂膜並闖入瀞靈廷。及後志波岩鷲在瀞靈廷和綾瀨川弓親展開追逐戰時，便利用靈珠核製造出懸浮在空中的防護罩，擋下弓親的始解攻勢。 |
| 旅禍                           | 沒有經過死神的領導擅自闖入屍魂界的外界魂魄，在屍魂界被視為一切災難的元兇。若屍魂界的貴族幫助旅禍也會被屍魂界當局作出處分。護廷十三隊曾用此稱呼前來救出露琪亞的一護等人。 |
| 靈威                           | 用來鑑別死神靈力程度的分級制度，普通的護廷十三隊副官輔佐則屬於六等靈威的層級。 |
| 天賜兵裝                       | 泛指屍魂界非常貴重且具備強大功能的武器和道具，平常由「天賜兵裝番」的四楓院家負責封印或管理。 |
| 戰時特令                       | 只有在屍魂界遭外敵入侵或是遇上其他緊急狀況時才會特別頒發，能讓護廷十三隊上位席官隨時攜帶斬魄刀並允許在戰鬥時解放斬魄刀的緊急命令。 |
| 雙殛之矛                       | 用於處決死神的刑具，一般只對隊長級犯人使用。原型為燬鷇王，外型是不死鳥。 |
| 燬鷇王                         | “雙殛之矛”的真正形態。進行極刑處決時，燬鷇王會貫穿罪人並以其本身具有的高熱將罪人的魂魄完全蒸發。擁有相當於一百萬把斬魄刀的破壞力，但是一護僅用一把斬魄刀（斬月）便擋下了他的攻擊，其後燬鷇王被京樂春水與浮竹十四郎用四楓院家的盾狀物摧毀。 |
| 四楓院家的盾狀物（無正式名稱） | 印有四楓院家徽，刻有刀槽的盾狀物。京樂春水與浮竹十四郎曾牽制住燬鷇王的行動，並利用此物搭配自身的斬魄刀發射靈壓破壞了燬鷇王以拯救露琪亞。 |
| 崩玉                           | 能夠將死神虛化，或將虛死神化的物品，連死神的刑具「雙殛」都無法將它破壞。由浦原喜助發明，浦原發現了它的危險性卻無力銷毀，所以只好將其封印，後來以特殊方法置入露琪亞的體內，但被藍染奪去。在漫画416話中，蓝染揭露他在浦原之前就已經发明崩玉，他搜集数百位死神以及流魂街具有死神才能之人的灵魂注入崩玉，但仍不能让崩玉满足，后来他发现浦原有同樣尚未完成的崩玉而将其夺来，把兩颗崩玉融合后产生完全崩玉。平時崩玉是沉睡狀態，若將隊長級別一倍以上的靈壓施加其中，崩玉會在瞬間達到完全覺醒的狀態。崩玉擁有自我意志，其真正的能力是把存在於周圍的心吸收並具象化，只要相應對象具備將其完成的力量就能達成，可以說是引導至希望方向的力量；崩玉引出了茶渡與織姬的力量，亦使露琪亞曾將死神力量傳給一護；當藍染將完全崩玉鑲在身上時甚至獲得了不死之身及持續進化的能力。 |
| 眼罩（無正式名稱）             | 技術開發局製造的怪物，可以無限制不斷吸收靈力。劍八用它來壓抑自己的力量並將其靈力儲存起來。 |
| 轉神體                         | 隱密機動最重要的特殊靈具之一，由浦原喜助開發而成，外觀像是雙重人型的板子，將斬魂刀插在轉神體上，能將斬魄刀的本體強制轉寫並具像化。但透過這種方式進行具象化的次數僅限一次，使用者必須在三天內讓斬破刀屈服便能練成卍解。使用時必須有人不斷供應靈力才能維持斬魄刀的具象化，並且該刀的持有人並須使斬魄刀進行過某種程度的具象化，才能成功召喚斬魄刀。夜一在屍魂界拯救篇運用此道具幫助一護進行卍解修行。 |
| 限定靈印                       | 當護庭十三番隊的隊長和副隊長以及其他成員來到現世時，為了不給現世的靈魂帶來不必要的影響，會在身體的某一處，蓋上刻有各自隊章的限定靈印，靈壓就會被限制80％。一旦遇上緊急狀況需要解除靈壓限制時，死神必須連絡技術開發局，才能獲得「限定解除」並發揮100%的靈力進行戰鬥。若是遇到緊急情況（例如戰爭）則會撤銷穿界門的刻印裝置，讓死神在能夠發揮100%靈力的狀態下來到現世。日番谷先遣小隊在破面夜襲空座町時，就曾經對技術開發局申請「限定解除」，才能逆轉情勢擊敗葛力姆喬的五位從屬官。 |
| 震點                           | 麻醉藥，靈壓較低的人只要沾上一點就會昏迷不醒，但對靈力高強的人沒有作用。 |
| 穿點／崩點                     | 強效麻醉劑，即使靈力高強之人（例如：綾瀨川弓親）也會被麻醉。 |
| 天踏絢                         | 印有四楓院家徽，只要注入靈力就能在天空飛翔，是屍魂界獨一無二的珍貴道具。夜一曾在屍魂界拯救事件將天踏絢借給一護，才能讓一護抵達處刑台上方救下露琪亞。 |
| 補肉劑                         | 涅繭利所使用的藥物，服用此藥可將欠缺的部位加以修復再補足。 |
| 監視用細菌                     | 涅繭利於屍魂界拯救篇和石田雨龍決戰的期間趁機植入後者體內的特種細菌，可用於觀察宿主的動態，亦能蒐集和宿主交戰的對手的情報。效果類似破面持有的錄靈蟲。 |
| 銀條反                         | 用來做為鎧甲基底的鋼鐵帶子。碎蜂在卍解時用它來固定身體，以防止自己被卍解發動攻擊時所引發的暴風颳走。 |
| 超人藥                         | 涅繭利發明的特製藥物，可以將人的五感敏銳度極度擴大。普通人的用量必須稀釋到二十五萬分之一。若是原本的濃度，會讓藥劑使用者的肉體反應來不及跟上五感反應，導致肢體動作變的極度緩慢，時間感覺也會被拖長數倍以上。涅繭利就是將此藥置於涅音夢體內，導致薩爾阿波羅侵入涅音夢體內時，誤服此藥導致敗北。此外，在小說版裡的痣城劍八亦曾在敗北後服用此藥，讓自己從此陷入無法動彈的狀態。 |
| 王鍵                           | 用來進入瀞靈廷靈王宮的關鍵道具，「王鍵」的所在處和製作方法由世代護廷十三番隊總隊長口傳。當某位死神被遴選為零番隊的成員時，靈王會藉著己身的力量重新架構該對象的身體並留下樹枝狀的刻痕，使其成為「王鍵」。藍染在潛身於瀞靈廷暗自行動的期間，從大靈書迴廊的資料庫中得知能利用重靈地製作出「王鍵」。 身為「王鍵」的零番隊成員亦可運用己身的毛髮和骨骼，製成擁有極佳的耐久性和防禦力的衣物，可讓穿著者在突破靈王宮和瀞靈廷之間七十二道障壁的期間耐得住強大的磨擦力，故被視為死神所能取得的衣物中最為高等的衣裝；後來零番隊為了讓一護等人迅速返回瀞靈廷以及應對接下來的戰局而提供此衣裝，然而此衣裝突破靈王宮和瀞靈廷之間障壁所留下會持續6000秒的缺口被看不見的帝國領導人優哈巴哈作為進攻靈王宮的捷徑。 |
| 貘爻刀                         | 僅在動畫版登場。由霞大路家早期為王族製造儀式用劍的製刀法，跟斬魄刀的「始解」、「卍解」理念完全不同，刀的力量將會隨著持刀者本身所注入的靈壓所改變他力量的強度，如碎我在低靈力的人身上能使人暫時無法動彈，高靈力者則能使人被困在異空間中（但一護大量釋放黑色的靈壓，強行打破了異空間）。貘爻刀本身擁有生命，使用者能藉由超越極限的痛苦和貘爻刀容為一體，但自己的靈魂、生命及對貘爻刀的依賴感會迅速的上升，最後會因生命完全遭到吞噬使全身被貘爻刀吸收進而死亡。 貘爻刀的核心是一顆眼睛，放置的位置包括了刀柄後端，貘爻刀發動效果時所產生的物體等。可將核心放入貘爻刀的體內，會使一把貘爻刀的核心量增加（一顆核心增加的力量，是取決於上一位持刀者遭貘爻刀吸收靈力的量而決定的，因為持刀者被吸收的靈力會集中於核心上，而天貝鏽助為了讓核心大量吸收高手的靈力才把貘爻刀給貴船），如天貝繡助的貘爻刀總共有七顆核心。 每一把貘爻刀都有不同的能力，如天貝繡助的貘爻刀則是能使在發動狀態時附近的斬魄刀完去失去能力（封鎖的能力包括始解、卍解，如山本元柳齋重國的「流刃若火」就是因為被此能力封鎖，才使解放時所產生的業火完全消失並回歸成未解放狀態）。 |
| 轉界結柱                       | 由技術開發局創造的巨型柱狀體，將四座轉界結柱分別設置在現世的某個指定區域時，能夠將轉界結柱作用範圍內的區域傳送至屍魂界，也能在事後將該領地傳送回現世。一旦轉界結柱遭到破壞，就會啟動「回歸傳送」，將部分結界內的領域提前傳送回現世（七番隊副隊長 射場鐵左衛門曾利用幾根特製鐵刃，固定斷裂的轉界結柱，以阻止「回歸傳送」）。浦原曾經在空座町戰爭爆發以前，與技術開發局運用此項技術，將真正的空座町傳送至屍魂界以免遭受破壞。空座町大戰後，技術開發局人員也是運用轉界結柱，才能將空座町傳回現世。 |
| 瀞靈廷通信編集                 | 僅在瀞靈廷發行的特殊刊物，由護廷十三隊的九番隊負責刊物的編輯與發行工作，九番隊的隊長，則是兼任通信編集長的職位。東仙要就任通信編集長的時期，運用特權讓通信編集無論人氣高低都不會中斷連載。東仙叛逃後，檜佐木修兵接替東仙的職缺，成為繼任通信編集長，之後由於六車拳西回歸屍魂界擔任九番隊隊長的緣故，現時由拳西與修兵負責刊物編輯發行。動畫版的死神黃金圖鑑透露，通信編集取材內容多半記載瀞靈廷的相關動態事物，以及一些正副隊長們的連載專欄，但有時候也有例外的狀況。目前已知的連載專欄有吉良井鶴的文學專欄「想向你道歉」、京樂春水的愛情小說「薔薇色的小路」、浮竹十四郎的冒險小說「雙魚的拒絕」、涅繭利的藥物實驗專欄「健腦藥」、射場鐵左衛門的廣島方言講座「充滿俠義的廣島方言講座班」、伊勢七緒的談心專欄「差不多就好」、以及檜佐木修兵的作品「告訴我修兵老師」，至於東仙要的烹飪專欄「正義的烹飪」，則在東仙要隨藍染叛變後正式停載。 |
| 頭枕於手                       | 於彩色公式本首度提及，為八番隊隊長 京樂春水的個人寫真集。在初回版發行過後，便沒有再版，但京樂本人對此全然不知情。 |
| 王印                           | 僅在劇場版出現過，由於有兩把冰輪丸，所以中央四十六室把草冠宗次郎處死，後來因得到王印的力量而在虛圈復活。據說用卍解砍斷的王印可以摧毀世界，不過沒有卍解的草冠無法解放王印的力量，反而讓王印產生了暴走的現象。 |
| 靈骸                           | 僅在動畫原創版「護廷十三隊侵軍篇」出現，由技術開發局前任課長發明的護廷十三隊成員複製品。將改造魂魄放進義骸當中，便成為擁有自我意識的靈骸，除了會施展原複製對象的斬魂刀解放與鬼道以外，他們的戰鬥實力甚至比複製對象還要強大，但相對的性情也比複製對象還要來得嗜血殘忍。一旦靈骸的身體遭到破壞，就會自動變回改造魂魄，同時回收的改造魂魄也能再利用製造出新的靈骸。 |
| 修多羅指數                     | 別名「警戒強度」，用來評估屍魂界與現世之間異常動態的指數，等級越高，表示異常動態的危險性越嚴重。 |
| 通傳刀                         | 僅限裏廷隊員才能持有，握柄末梢附著圓杯狀物體的特製刀刃。專門因應戰鬥中的護廷十三隊成員無法長時間傳遞訊息的緊急情況，和傳令神機搭配使用的通訊工具。將通傳刀插在地上的時候，可將附近地區的聲響和技術開發局總部的傳令，轉播給正在和屍魂界利用傳令神機通訊的對象。裏廷隊員在星十字騎士團進攻屍魂界時，就是利用這項道具，才能在作為傳訊本部的技術開發局遭到攻擊時，還能讓被困在黑腔裏的一護聽見屍魂界的現況傳播。 |
| 靈刀                           | 由浦原喜助使用特殊物料加以煉成，能存放大量靈壓並保存2~3個小時。平常的姿態為普通刀，殺傷力與一般日本刀無異。若注入靈壓後會發出藍光，光芒愈明亮，則代表裡面蘊含的靈壓愈多。必要時候可解放使用，或直接以插入普通人類身體的方式以授予死神力量。劇中因使用「最後的月牙天衝」（無月）而失去力量的一護，亦是靠此方法收納所有隊長合力灌輸的靈壓，且力量比以前更為強大。 |
| 天柱輦                         | 外觀為大型的柱狀體，實為零番隊專屬的移動交通工具，入口處還印著零番隊的記號。雖然可從靈王宮飛降至流魂街郊外，但不具備著回程的飛行功能，必須仰賴志波家花火大砲的瞬間射擊力道才能再次飛回靈王宮。從一護搭乘天柱輦的過程敘述，可得知其內部並沒有類似安全帶的固定措施。 |
| 超靈術                         | 僅存在於靈王宮裡的高等技術，可用於協助死神重製接近原本威力的斬魄刀，亦能使用在其他用途。 |
| 超靈絲                         | 靈王宮裡特有的絲線，可編織成具備防護功能的衣裝。 |
| 防護湯衣                       | 利用超靈絲編製而成的特殊防護衣，穿著防護湯衣的狀態下，能減緩麒麟殿裡療傷溫泉的過度恢復效果，進而達到保護穿著者免於全身腐爛破裂的作用，但只要穿著者稍有不慎，還是會因為療傷溫泉的影響而受傷。 |
| 超界門                         | 能讓指定對象來往於靈王宮和現世之間，功能和穿界門類似的傳送門，但差別在於啟用超界門的條件相當嚴格，必須精確設定往返的時間才能順利地開啟超界門。目前只有零番隊成員使用過這種傳送門。 |
| 錄像蟲                         | 外觀是長著奇異臉孔，擁有多隻腳，攀附於技術開發局房間牆角的生物，專門用於監視指定房間裡的動態，轉播該房間的聲音和影像，功能類似現實世界的監視器。若是錄像蟲經過24小時仍未啟動，則代表監視地點發生緊急情況，或是錄像蟲已經損毀。 |
| 通魂符                         | 正面寫著「通」字且畫有黑色豎條紋，背面為黑底背景畫著白色箭頭的卡片，能讓持有者在不受侷限的情況下自由進出屍魂界。京樂春水在一護駐留靈王宮修行的期間，為了確保一護的親友能在若是一護無法離開屍魂界時還能親自抵達屍魂界探視對方，特地親赴現世將通魂符交給一護的親友。 |
| 改造蟲                         | 技術開發局特有的生物，可用於改造建築物和機械的構造。十二番隊第三席近和其他技術開發局成員於看不見的帝國運用影的力量將瀞靈廷化作冰之宮殿後，曾運用改造蟲改造看不見的帝國的宮殿，令宮殿裡的機械能連結至技術開發局並加以運用。 |
| 靈子固定裝置                   | 涅繭利開發的球體機器，可讓接觸的靈子作用依據使用者設定的時間暫停。涅繭利曾於千年血戰篇使用此儀器對抗「E」邦比愛塔·芭絲塔拜茵的爆擊能力。 |
| 藥（未有特殊名稱）             | 涅繭利於千年血戰篇開發，用於牽制敵人行動的特製藥劑。被施用藥劑的對象的海馬迴將會受到影響，於經過特定的事件點時，回到過去的固定地點，反覆重現某段時間的記憶，而且該對象無法記得記憶重現的次數。然而當被下藥的對象記憶重現次數超過十次後，腦部掌管平衡的部位將會有約略三十秒的時間完全麻痺，進而讓該對象失去平衡倒地。 |
| 藥（未有特殊名稱）             | 涅繭利於千年血戰篇開發，以護廷十三隊成員血液樣本為基礎調製的藥劑。可將涅繭利持有的樣本以外的血液，置換成涅繭利製造的血液狀物質。被注射此藥的對象，將會因為血液組成被改變的緣故，臉部出現倒「M」狀的深色斑記，而且會完全服從涅繭利的命令。後被涅繭利用於將遭星十字騎士團成員「Z」吉賽爾·茱愛兒變成殭屍的對象反控制變成自己的傀儡。 |
| 神經凝結劑                     | 涅繭利於千年血戰篇讓音夢使用的藥劑，打入後能讓人的連結神經中毒，如眼皮會一直睜開、緊縮的心臟不會擴大、嘴巴無法閉合。 |
| 全息投影                       | 涅繭利於獄頤鳴鳴篇開發的技術，利用可投影的蟲狀設施投影出使用者的形體和聲音，主要運用於訊息傳遞，也能傳送附近的聲音動態給使用者和利用投影攻擊對手。 |

### 流魂街
流魂街是漫畫《BLEACH》中記載的想像地，為一般魂魄（整）經過死神的魂葬來到屍魂界後，最先抵達的地方，也是普通魂魄於屍魂界定居的場所。
《BLEACH》的世界裡，所有一般魂魄（整）離開現世後、必須透過死神引導才能到達的地方。來到屍魂界的靈魂會被派發「整理券」，依照死亡先後順序分配至不同地區。
流魂街大體上分為東西南北四個方位，每個方位各自分為八十個區域，且每個區域都有各自的編號和名稱。流魂街的居住環境和治安狀況反映在其編號上，編號越小環境越好，如西第一區潤林安就是食物豐足、治安與居住環境均理想的區域；相對的，編號越大生活環境則越差，如北第八十區更木就是寸草不生、饑荒遍野，各人的魂魄互相殺戮來決定生存權利的區域。
魂魄來流魂街後，多數與親人失散，從此再不見面。由於幾近同時死去的人數眾多，因此即使是同一時間地點離開現世的人，多數也會被分隔。然而，各魂魄可以選擇聚集形成新的家庭一同過活，等待重新被發配、轉往現世的日子，並保有上一生在現世時的記憶。彼此來自的現世時空以及歷史背景或許不同，但全部可以互相溝通、接觸、親近，而且可以結婚生子。亦有孩童魂魄當上死神的例子。
基本上，居民的生活與在現世時無重大差異，有如無意中將生命延長了一世；不同的地方在於魂魄無需固體食物、只需攝取大氣中的靈子，以及食水便可生存。也因為沒有靈力的魂魄不會感到飢餓，所以流魂街的大部分地區沒有可以吃的東西；擁有較高靈力的魂魄，有時即便攝取大氣中的靈子仍不足以維生，還會因為過於飢餓導致體力不支，更嚴重的甚至會死亡。
根據瀞靈廷的流魂街統計報告，以五十區起始的地區，生活水平急驟下滑，衣衫襤褸和打赤腳的人民開始增加；在過去550年間的統計資料顯示，到第五十九區以外的地方居民，甚至連草鞋都沒有。從第七十八區開始，食水嚴重缺乏，成為偷竊搶掠的目標之一。更有人將食水當作貨物出售牟利。
魂魄可以穿越各區行動，亦可選擇加強自己的力量加入死神或其他組織，幫助管理兩個世界內的魂魄、維持兩者之間的平衡。瀞靈廷中富裕平安，有主要角色如朽木露琪亞、阿散井戀次正是因此，加入死神隊伍，尋求較好的生活。
分區
| 治安良好一帶     | 在此出身的護廷十三隊成員，有十番隊長日番谷冬獅郎、五番隊副隊長雛森桃、三番隊副隊長吉良井鶴。民居簡陃，多為一層高、屋頂鋪草的茅屋或木屋，然而清潔乾淨，有青草樹木生長，居民衣食無憂。 - 潤林安：西第一區。是全流魂街治安最好的地方，日番谷冬獅郎及雛森桃出身之地。草木繁蔭，就近瀞靈廷入口，區內幼童常可入讀真央靈術院。 - 郛外區第六區：西第六區。此地約110年前還有草樹生長。當時平子真子等人就是在這裡被藍染設局陷害，觸發了虛化，並且與藍染和東仙展開戰鬥。 - 不知名地區之一：區號未知。是三番隊副隊長、吉良井鶴的故鄉，設有墓園，內有吉良家的墓碑。此區就近瀞靈廷入口。 - 不知名地區之二：區號未知。位於西流魂街，治安良好，民風淳樸友善，居民曾幫助黑崎一護等人。屋舍密集，多用單薄木板建造，有多處地方可供藏匿，外貌與現世的古舊村莊相仿，由一位長老大人決定村內事務。郊外居住着志波家族遺裔及其家僕。 - 不知名地區之三：西第三區。志波海燕生前經常帶著部下抵達此處北端的鲤伏山進行修練。 - 不知名地區之四：西第五十五區。鄰接十三番隊舍，看不見的帝國一戰後的最後復興地區，曾殘存優哈巴哈最後的靈壓。 |
| 治安狀況不明地帶 | 在此出身的護廷十三隊成員有七番隊隊長狛村左陣、前任九番隊隊長東仙要、九番隊副隊長檜佐木修兵。多數治安情形不明地區僅在劇中短暫提及，但沒有描述該地的居民生活，因此無從得知該地區的實際情況。 - 不知名地區之一：區號未知。九番隊副隊長檜佐木修兵的故鄉。110年前的此處郊外有片林地，當時的九番隊長六車拳西帶領九番隊成員外出調查路過此地時，巧遇當時被虛攻擊的年幼修兵並救下他。 - 不知名地區之二：區號未知。約110年前此地有灌木叢與樹林。市丸銀幼時在此地撿柴時，無意間目睹當時的藍染手持崩玉，和其餘三名死神暗地策劃行動，並且發現亂菊倒在林間空地上。 - 不知名地區之三：區號未知。多年前此地有草地與樹叢。七番隊隊長狛村左陣在加入護廷十三隊以前，於此處認識當時正在獨自修練的東仙要。 |
| 治安差劣一帶     | 在此出身的護廷十三隊成員有前三番隊長市丸銀、十番隊副隊長松本亂菊、十一番隊長更木劍八、副隊長草鹿八千留、第三席斑目一角與十一番隊第五席綾瀨川弓親、朽木露琪亞與阿散井戀次。相較於前面的地區，生活條件較為貧苦，治安差劣，犯罪事件頻傳，甚至有部份居民經常面對飲食不繼的狀況。 - 花枯：東第六十二區。前護廷十三隊三番隊長市丸銀、十番隊副隊長松本亂菊均來自此區。食物及水源均短缺。境內有一座山，至少百餘年前，山上生有草樹。兩人年幼時，亂菊曾流浪至此山上，瀕臨餓斃，市丸銀出現，給了亂菊一塊柿餅充飢，從此二人一同生活，後來市丸銀為了當上死神替曾遭藍染攻擊的亂菊報仇，不辭而別。空座町大戰落幕後，亂菊將被藍染所弒的市丸銀葬在這裡。 - 不知名地區之一：區號未知。十一番隊第三席斑目一角與十一番隊第五席綾瀨川弓親皆出身於此。該地生活條件較為貧苦，郊外時有打鬥事件發生。一角曾在此地與更木劍八搏鬥並敗給對方。 - 錆面：西第六十四區。此處有簡陋的平房與樹林。千年血戰篇班目一角和綾瀨川弓親來到此地調查流魂街居民忽然消失的案件。 - 逆骨：東第七十六區。此處供奉著久遠前靈王遺落右臂化身的「獨目大神」的祠堂。浮竹十四郎的雙親於多年前為拯救命危的浮竹，將其帶往「獨目大神」的祠堂，奉獻浮竹的肺臟給獨目大神。 - 戌吊：南第七十八區。在此出身的人物包括朽木露琪亞、阿散井戀次、朽木緋真（參見朽木白哉）流魂街治安最差排名第三位。此地食水嚴重短缺，盜賊橫行，偷竊之事極其頻繁，食水被人標價出售。五十年前某一帶有草叢生長，仍是嬰兒的露琪亞被緋真棄於此。約四十年前，小山上有一沙地，豎立了三塊木碑，標示着戀次及露琪亞童年的三位夥伴埋葬之地。阿散井戀次曾形容該地，是「野狗住的地方，那裏的人像野狗一樣生活着」。 - 草鹿：北第七十九區。護廷十三隊十一番隊副隊長草鹿八千流出生於此。流魂街治安最差排名第二位。此地殺人之事經常發生。有一空地，為密林圍繞，更木劍八曾在此盡殲十多人，間接救了當時仍是幼兒的八千流一命，從此二人一同生活。草鹿八千流曾形容該地：「像我這樣的小孩，隨時都可能給人踩扁」。 - 更木：北第八十區。護廷十三隊十一番隊長更木劍八出身於此。是流魂街以至全屍魂界治安最惡劣之地。殺人放火、偷拐擄掠是常有之事。 |

## 地獄專有名詞
| 詞語                              | 說明 |
| --------------------------------- | --- |
| 地獄之門（La Puerta al Infierno） | 地獄與現世的通道，外觀是兩個巨型的闇色門板，門兩旁皆攀附著一架巨大的骷髏，門內散發著黑暗的氣息，可任意出現在現世的各處。若是生前罪孽深重的虛被死神擊穿頭部，地獄之門就會隨之出現，門裡還會伸出一隻戴著護甲、有特殊刺青的巨大手臂，手持巨刃貫穿靈體的身體，並將靈體拖入地獄之門裡。可任意出現在現世的各處。 |
| 咎人（Togabito）                  | 地獄的咎人，指地獄的住民。被打入地獄的人（不論人類或虛）會作為咎人被戴上鎖鏈，永遠受到罪孽的責罰。於現世中出現的咎人是逆流逃離地獄的靈魂。咎人若戴上可隱蔽靈壓的黑白面具和黑斗篷到現世就可暫時不被地獄發現。                                                                                               |
| 地獄之意（Kushanada）             | 處罰咎人的巨大惡魔，有著闇紫色的身軀、似骷髏的面孔，可在地獄中自由穿過物體，經常將咎人捏碎，對於侵入者更是毫不留情，此外還可拉出咎人的地獄鎖的能力。劇場版第四集時一護曾獲得地獄之意的力量，而變化成地獄型態。地獄之意在台灣翻譯作「苦剎那陀」。                                                           |
| 地獄鎖（Chain）                   | 咎人身上的鎖鏈，平時為隱形只露出扣於身體的紅色鎖環部份，在地獄裡變成咎人之後，身上就會被纏上地獄的鎖鍊，一般的力量根本無法傷害分毫，將會被永遠的束縛住，一旦隨意將地獄鎖毀壞，就會被地面冒出的無數鎖鏈拖入最底層。                                                                                         |
| 穿越口（未有特殊名稱）            | 咎人藉由撕開空間到達其他空間世界的能力，開口形邊緣帶有青色火燄，內部發出紅光的穴口，和地獄之門不同。 |
| 燐氣                              | 源自地獄散發的特殊物質，外觀是深色的液體物質，帶有腐蝕性。 |

## 滅卻師專有名詞
| 虛餌                                      | 外觀為扁平的圓形藥錠，是滅卻師用來引誘虛的特殊誘餌。當滅卻師將誘餌捏碎的時候，週遭地區的虛就會受到誘餌散發的氣息影響，進而聚集到誘餌的附近，滅卻師則會趁機將虛群一網打盡並徹底消滅。但若是使用不當，反而會引來超出滅卻師負荷範圍的虛，令使用者身陷危險之中。 |
| 靈子兵裝                                  | 滅卻師用來吸收靈子，並使其成為自己武器的裝束的統稱。 |
| 滅卻十字                                  | 滅卻師的象徵兼武器，大部分的滅卻師十字，都呈現包含在圓形內的線型五叉星模樣，也有部分是呈現十字架的型態（例如雨龍在劇情初期使用的弧雀）。滅卻師可藉由自己的靈力，將滅卻十字化成靈弓作戰；但是在劇情後期登場的看不見的帝國可以突破這項限制，將滅卻十字轉化成其他武器的型態。 |
| 「靈子集束（Complete Reishi Dominance）」 | 滅卻師的基本能力，將週遭的靈子集結到自己身邊，使其轉化為自己的力量。提升到極限即是達到靈子的絕對隸屬，甚至能剝奪對方的靈子，又稱「聖隸」。 |
| 「神聖滅矢（Heilig Pfeil）」              | 滅卻師的基本能力，將自己的滅卻十字變成武器，射出靈子組成的箭矢攻擊對手，可藉由吸收週遭的靈子來增強箭的靈力。唯獨優哈巴哈不需依靠任何武器，就能直接從掌間形成靈箭攻擊對手。被優哈巴哈賦予聖文字的星十字騎士團成員，甚至可將自身的特殊能力和神聖滅矢相互結合攻擊對手。 |
| 「亂裝天傀（Ransōtengai）」               | 藉由製造靈子形成的絲線，像控制木偶般，重新令手腳能夠活動的超高級滅卻師戰術。 |
| 「飛鐮腳（Hirenkyaku）」                  | 滅卻師的基本移動技能，在短時間內進行高速的移動，類似死神的瞬步與破面的響轉。 |
| 散靈手套                                  | 滅卻師祖傳寶物，擁有高水準擴散靈子功能的手套。只要戴上它滅卻師就會被其強大的擴散力所妨礙，無法用靈子作出弓的形狀。可是一旦在此狀態下做出弓並保持七天七夜的話，就能迅速接近到滅卻師之極的最大極限。不過它只能使用一次，一旦戴上後就不能再脫下來，因為滅卻師在它的影響下其靈子收束力已經超越了其自身的極限，太過旺盛的火焰最終會燒傷自身，當把它解下時，術者將變成「滅卻師最終型態」，在瞬間得到絕大的力量，但之後也將失去其身為滅卻師的所有能力。由於這項能力概念過於脆弱不堪，因此在200年前就已經滅絕，成為過去的遺物。後來看不見的帝國的滅卻師將「滅卻師最終型態」加以改良，變成「滅卻師完聖體」。 |
| 劃破靈魂之物（Seele Scheider）            | 滅卻師使用的武器，可用作劍進行近距離攻擊，也能用來砍鬆對手的靈子攻擊結構，吸收對手的靈子化為己用，真正使用法為裝填在靈子弓上射出的強力靈子箭。緹魯蒂·桑達薇琪的翅膀振動頻率約為每秒120-130萬下，而劃破靈魂之物振動頻率約為每秒300萬下。 |
| 銀筒                                      | 滅卻師使用的武器之一，外觀看起來就是一個銀鐵色的小瓶子，其實內部裝載有著少量的靈子，能夠做為滅卻師施展招式時的道具；也能以此與「劃破靈魂之物」配合使出「破芒陣」。 |
| 靈化銀&靈化硝子                           | 石田龍弦曾利用此兩物製造出一間靈子房間，使他能在其內幫助雨龍恢復力量。 |
| 裝身具                                    | 僅在動畫原創的魂狩篇出現，涅音夢交給石田的銀色護環，上有十字的造型，能力為吸收靈子。 |
| 聖煉                                      | 於漫畫第530章由石田雨龍的祖母首度提及，詳細情節暫時未明。 |
| 純種（Echt）、混血（Gemischt）            | 滅卻師依據血統純淨度，用以區別的稱呼。具備純正血統的滅卻師，被稱為純種；倘若前幾代家族成員有和其他非滅卻師族群通婚或因故混入其他族群的血統，則被視為混血滅卻師。 |
| 血裝（Blut）                              | 將靈子直接灌入滅卻師的血管裡，提升滅卻師戰鬥能力的技術，可依照滅卻師的需求調整強度，而且分成主掌攻擊力的「動血裝（Blut Arteriae）」與司掌防禦力的「靜血裝（Blut Vene）」。血裝強度越高，越能抵擋物理攻擊帶來的傷害，或是提升滅卻師的攻擊力。只要敵人的攻擊力還在血裝的抵禦範圍內，滅卻師就能毫髮無傷，而且被攻擊的部位會浮現淺色的血管紋；但要是敵人的攻擊力超出血裝的抵禦範圍，滅卻師就會因此受到傷害。此外，由於「動血裝」與「靜血裝」是完全不同的靈子系統，因此滅卻師無法同時將「動血裝」與「靜血裝」調整至全開狀態，而且「動血裝」與「靜血裝」在轉換的瞬間會露出空隙，是血裝系統的致命弱點。    |
| 聖別（Auswahlen）                         | 優哈巴哈為了恢復自己的力量，於第一部劇情的6年前執行的種族清洗行動，藉著奪取非純種滅卻師的力量，達到肅清種族兼恢復力量的作用，導致多數的混血滅卻師葬身於該場種族清洗行動，真咲和片桐葉繪亦因為此次事件失去力量，成為該場肅清行動的受害者。 |
| 外殼靜血裝（Blut Vene Anhaben）           | 將「靜血裝」擴散至體外形成防護屏障，且還能侵蝕掉觸及到的一切。 |
| 崩壞晶片                                  | 原本是專門安裝在滅卻師用來集束靈子的裝備裡，輔助集中靈子的晶片，被石田雨龍做成靈子陷阱散播在真世界城，做為破壞真世界城的裝置。 |
| 銀血栓                                    | 當滅卻師被優哈巴哈啟動「聖別」而死亡後，其血液會在心臟凝結成一塊銀色的固體，若發動「聖別」之施術者的血液和銀血栓混合時，會使施術者短暫失去力量。龍弦曾將取出的銀血栓鑄成特製銀箭，交給雨龍對抗優哈巴哈。 |

## 魂狩專有名詞（動畫原創）
魂狩為屍魂界技術開發局前身於進行不死魂魄的研究時，因實驗爆炸碎片飄至現世而產生異變的人類，本質改變，不再是個人類。他們必須吸食人類的靈魂維生，由於大量吸食活人靈魂會導致肉體老化（在不吸食靈魂的狀況下可永久存活），且會獲得影響空間的力量，因此被禁止改而吸食死人靈魂。魂狩在屍魂界等靈子密度極高的空間中，具有吸收空氣中的靈子來使傷口快速回復。
| 用語（共通能力） | 說明 |
| ---------------- | --- |
| 人偶（）         | 原文「DOLL」，魂狩的武器，擁有自己的人格。類似於死神的斬魄刀，不同之處在於，魂狩必須先令人偶臣服才能開始第一次使用（臣服過程有危險），且在主人虛弱時，人偶會反嗜其主。此外，魂狩需要有紋章才能驅使人偶，召喚人偶會先喊出「現出你的原形吧+人偶名」。 |
| 浄界章（）       | 位於瀞靈廷各處內魂狩的紋章，一枚引爆的威力可以毀掉十分之一的瀞靈廷。 |
| 彼特             | 吸收芳野的母性力量後而誕生的飛蟲人偶，可吸食人類的魂魄。魂狩在飲下「彼特」收集的魂魄汁液便能獲得堪稱數十倍的力量。 |

## 看不見的帝國專有名詞
於《Bleach》第二部劇情千年血戰篇中登場的滅卻師組織。所在據點為隱身於瀞靈廷建築物影子範圍裡的冰之宮殿，旗幟圖案則是五角星形末端略呈圓弧狀的滅卻師徽記。該組織為了毀滅屍魂界而率軍攻打虛圈，俘虜剩餘的虛與破面，並從中揀選足以擔當旗下兵力的成員。派遣使者前往屍魂界，對護廷十三隊總隊長山本元柳齋重國下達宣戰通告不久後，便率軍攻進屍魂界的政要重心瀞靈廷，對屍魂界展開大規模的屠殺行動，其損傷程度甚至在撤退後連零番隊也不得不出面。
由於該組織的行動影響，令虛圈倖存的破面所剩無幾，作為虛圈繼任統治者的蒂雅·赫麗貝兒亦遭到俘虜；屍魂界與現世之間的魂魄逐漸失去平衡，間接導致護廷十三隊十二番隊隊長涅繭利為了維持屍魂界的平衡，抹除流魂街共28000名居民的魂魄。包含護廷十三隊的一番隊副隊長雀部長次郎在內共117名死神，也在看不見的帝國的使者抵達屍魂界下達宣戰通告的期間，為了守衛瀞靈廷而被看不見的帝國的使者殺害。屍魂界也因為看不見的帝國的突襲行動，正式進入警戒狀態。
看不見的帝國領導人優哈巴哈在發布石田雨龍為下任繼承人後不久，優哈巴哈利用影子在瀞靈廷將宮殿現形，並再次帶領著手下們和死神們展開決戰。看不見的帝國戰爭落幕後，僅有少數成員倖存。
該勢力無論是組織名稱和招式詠唱，幾乎都用德語來命名。例如組織的名字，即取自德語原文「Wandenreich」。此外因據點是長期被藏在瀞靈廷的影子中，因此才命名為「看不見的帝國」。
- 階級制度與代號

擁有幹部級實力的成員，會被領導人賦予一個聖文字（Schrift），作為自己的識別代號。每個字母亦代表該成員的地位特殊能力與稱號的英語首寫。唯獨洛伊德兄弟因為能力相仿，因而獲得相同的字母和稱號。扺有時任和繼任看不見的帝國領導者，才能擁有聖文字「A」的頭銜。
- 服裝

普通狀態下，低階成員會戴著軍帽，腰間繫著皮帶，腳上穿著黑色長靴。整體服裝類似現世的軍隊制服。有些幹部級的成員還會穿上附有皮帶的連身式排釦大衣作為識別。星十字騎士團的成員，會在身上穿戴背後附著滅卻師徽記的白色長斗篷。
- 能力

成員們大部分都是滅卻師（少部分成為旗下士兵的破面，有著與滅卻師類似的特徵），可將隨身配戴的滅卻師十字墜鍊，運用自己的靈力變成其他武器（普通成員皆是以靈弓作戰），而且還能將靈體徹底消滅。在搭配特定物品與術式的情況下，甚至可以破壞並竊取死神的卍解。
| 「影之領域（Schatten Bereich）」       | 看不見的帝國滅卻師的特有技能，能藉著影子在各靈界與所在據點間進行瞬間移動，因此能無視遮魂膜入侵瀞靈廷，甚至能讓看不見的帝國的建築浮現取而代之。只有指定對象才能進入影子的移動範圍，移動效果類似破面的黑腔。缺點是在影之領域範圍外的活動超過一定的時間就會被影子束縛，此外會被光所及的範圍侷限。 |
| 「特別記載戰力（Special Potentials）」 | 無型帝國領導者針對具備有未知數的力量且將會影響戰鬥結果的關鍵人物，視情況不同，將該對象視為必須除掉的目標，或是想特別拉攏的對象。分別是黑崎一護（潛在能力）、更木劍八（戰鬥力）、兵主部一兵衛（睿智）、蓝染惣右介（靈壓）及浦原喜助（手段）有此代號，其中黑崎一護排行首位。 |
| 「滅卻師完聖體（Quincy Vollstandig）」 | 看不見的帝國的滅卻師將「滅卻師最終型態」加以改良，變成「滅卻師完聖體」，當看不見的帝國的滅卻師成員發動該項能力的時候，會出現大型的光椎包圍施術者，光椎破碎後，施術者的身體會出現五角星形的光環和靈子組成的雙翼。可大幅吸收週遭的靈子，強化滅卻師的攻擊力。星十字騎士團的成員不需要散靈手套，就能直接變成完聖體型態。只要週遭有許多看不見的帝國的滅卻師同時啟用完聖體作戰，範圍裡的滅卻師將會因為自身的力量和啟用完聖體的成員產生共鳴，自動變成完聖體型態。缺點是只要該名滅卻師成員持有從死神身上奪來的卍解便無法化身為完聖體型態作戰，而且變身成完聖體型態作戰的期間，將會大幅消耗施術者的體力。 |
| 靈子凝縮火焰                           | 無型帝國獨有的特殊道具。泛著青色光芒的火焰，靈子濃度相當高，可將原本不可能燃燒的虛圈岩石與砂土燃燒殆盡。看不見的帝國正是在攻陷虛圈時使用此物，進而對虛夜宮造成嚴重的破壞，在星十字騎士團入侵屍魂界時則是以火柱的形式呈現。 |
| 聖文字（Schrift）                      | 看不見的帝國領導者賜與俱備幹部級以上實力的成員的識別代號，每個字母亦代表該成員的地位特殊能力與稱號的英語首寫。聖文字依序從「A」至「Z」排列，其中洛伊德兄弟因為能力相仿，因而獲得相同的字母和稱號。只有時任和繼任的看不見的帝國領導者才能擁有聖文字「A」的頭銜。 |
| 「胸章（未有特殊名稱）」               | 印有滅卻師徽記的圓形金屬徽章，能夠解析並竊取死神的卍解。成功竊取卍解後的胸章會「星章化（Medalize）」，上頭的滅卻師徽記會變成黑色，期間滅卻師便無法化身為完聖體型態作戰；被胸章竊取卍解的斬魄刀不但不能施展卍解，亦無法回應原持有者的呼喚。當滅卻師解放胸章時就能反過來利用封存的卍解作戰，但威力不及原持有者使用卍解時的顛峰狀態，而且還必須接受駕馭卍解的鍛鍊。但無法竊取仍有進化餘地（例如黑崎一護）、沒有使出全部力量或超越自己實力的卍解。星十字騎士團的成員不需要詠唱咒文就能直接利用胸章竊取死神的卍解。理論上也可以奪取破面的刀劍解放，但虛的力量對滅卻師來說就像是毒藥，滅卻師奪取破面的刀劍解放等同自殺行為，所以在進攻虛圈時才沒有奪取任何一名破面的刀劍解放。 |
| 「儀式（暫無特殊名稱）」               | 看不見的帝國裡特有的覺醒儀式。執行該儀式時，優哈巴哈會準備盛有看不見的帝國滅卻師項墜和自己血液的酒杯，讓指定的成員飲下該杯血液，藉此讓該名成員的滅卻師力量徹底覺醒。於此同時，優哈巴哈會在接受覺醒儀式的對象魂魄，銘刻冠有能力的文字和相對應的聖文字頭銜。作為執行儀式的代價，該名對象身故後，其力量將會回歸至優哈巴哈的身上，並且被後者加以吸收。 |
| 「聖帝頌歌」                           | 流傳於看不見的帝國滅卻師之間的歌謠，來源不明，歌詞內容形容著有關優哈巴哈使用「聖別」的過程。歌詞是「被封印的滅卻師之王經過900年取回心跳、再經過90年取回意識、再經過9年取回力量、僅以9天取回世界」。 |
| 看不見的帝國                           | 外表為被冰層覆蓋，和組織同名的大型宮殿，前門設有兩座類似象牙般的破裂拱形柱，宮殿後方有一棟有十字圖樣的建築物，而宮殿下方則是有著被冰層覆蓋的大規模建築和鐘塔。為看不見的帝國的所在據點，長期被藏在瀞靈廷的影子中，因此死神們渾然不知。 特殊地點 - 銀架城（Silbern） 看不見的帝國的主城，先前於決戰期間敗北的星十字騎士團成員，將會被押往此處並反綁在柱子上，交由雨葛蘭進行處決。在優哈巴哈將靈王宮打造成新據點時，改名為「真世界城（Wahrwelt）」。 - 王座 此處設有一座安置在四腳平台上的王座，優哈巴哈晉見旗下成員的地方。伊邦和盧達斯曾在此地發生口角爭執，並被優哈巴哈直接處決。 - 囚房 抵達囚房之前，前往此地的對象會通過一座懸浮在空間裡的特製階梯，每當步行者行經一個階梯時，階梯就會自行消失。囚房僅用一道門簾區隔，為了防範囚犯逃跑，還會在囚犯的手腳套上枷鎖，甚至用錐子固定囚犯的腳踝。赫麗貝兒被看不見的帝國俘虜後，正是囚禁於此處。 - 太陽之門（Gate of the Sun） 星十字騎士團進攻屍魂界前的集合地點，能從此移動至外頭的世界（如屍魂界、現世或虛圈）。 |
| 「太陽鑰匙」                           | 開啟「太陽之門」的必備道具，每位星十字騎士團成員都會持有一個太陽鑰匙。 |

## 完現術者專有名詞
| 完現術 | 某些人類的親人，在他們出生前被虛襲擊，虛的力量因此留在母親身上，並且在他們出生時傳到他們的身上。他們能抽取物質中的靈魂並用自己的靈力加以強化，除了能夠藉此增強移動力（例如水上行走、在空中短暫滯留）以外，還能改變自己慣用物品的形狀。這項能力被他們稱作「完現術（Fullbring フルブリング）」，擁有這種力量的人就被稱為完現術者（Fullbringer）。 由於這項能力是利用血肉之軀操控靈魂之力，會施加超過能力者本身感知範圍的負擔在能力者身上，因此剛領悟此能力的人不宜過度集中精力，否則當身體出現不適的現象時，全身都會瞬間崩解；能力者也必須要有大量的體力，才能將完現術運用自如。若是以往從未用過完現術的人開始習慣使用完現術時，他們的身上會在高速移動後出現細小的光芒，代表他們會使出更高速的移動。當完現術完成的瞬間，會一口氣解放注入工具中的靈魂，若沒有人在旁邊壓抑住能力者，能力者的身體將會無法承受這股力量。實際上完現術不能也不會有任何進化，只能依靠術者熟練運用自己的完現術到足夠水平為止。 完現術者能力覺醒的年齡和原因、發動完現術的隨身物品、型態、能力依人而異。不過因為這種力量很接近虛的緣故，有的能力者並不喜歡自身的力量，並且希望利用其他方法消除自身的力量。但若是俱備死神力量的對象獲得完現術的力量，將會在使用力量的期間浮現虛的特徵。XCUTION成員、茶渡泰虎、月島等人以及後來領悟此能力的黑崎一護，就是能夠運用「完現術」的人類。 |
| 完現光 | 完現術發動證明為施展能力處產生綠光，稱作「完現光（Bringer Light ブリンガーライト）」，完現術者在進行移動時腳底也會出現，此外利用完現術施展技能時，完現光的形式則會有所改變（如銀城的斬擊波）。 |